# Ярославская область в Великой Отечественной войне

Монумент боевой и трудовой славы ярославцев в годы Великой Отечественной войны (Вечный огонь)

Ярославская область РСФСР СССР (включавшая до 1944 года территорию современной Костромской области) к началу Великой Отечественной войны 1941—1945 годов была интенсивно развивающимся крупным индустриальным регионом с многоотраслевым сельским хозяйством; на территории в 62 тыс. км² проживало около 2,3 млн человек. Осенью 1941 года — зимой 1942 года существовала реальная угроза вторжения врага на территорию области; в ней строились два рубежа обороны общей протяжённостью 780 км, часть стратегических предприятий была эвакуирована, велась подготовка к сопротивлению. В 1941—1943 годах область подвергалась бомбардировкам, наиболее разрушительные из которых произошли в ночи на 10 и 21 июня 1943 года. Ярославская область приняла около 400 тыс. раненых и около 300 тыс. эвакуированных. Народное хозяйство быстро перестроилось на военный лад и стало важной частью оборонного производства страны. За 1940—1944 годы годовой объём промышленного производства вырос на 12,2 %, область поставляла фронту около 760 видов оборонной продукции. Ярославская область, ранее ввозившая более половины потребляемого продовольствия, в 1943—1945 годах сама обеспечивала себя всеми продуктами питания. Самоотверженный труд рабочих и крестьян в условиях нехватки наиболее трудоспособного населения позволил не только поддерживать необходимые стране объёмы производства, но и оказывать дополнительную помощь армии и освобождённым регионам. Несмотря на все трудности, в области продолжали развиваться народное образование и культура.
В боях Великой Отечественной войны участвовало около 600 тыс. её жителей; около 200 тыс. из них погибло.

## Характеристика региона

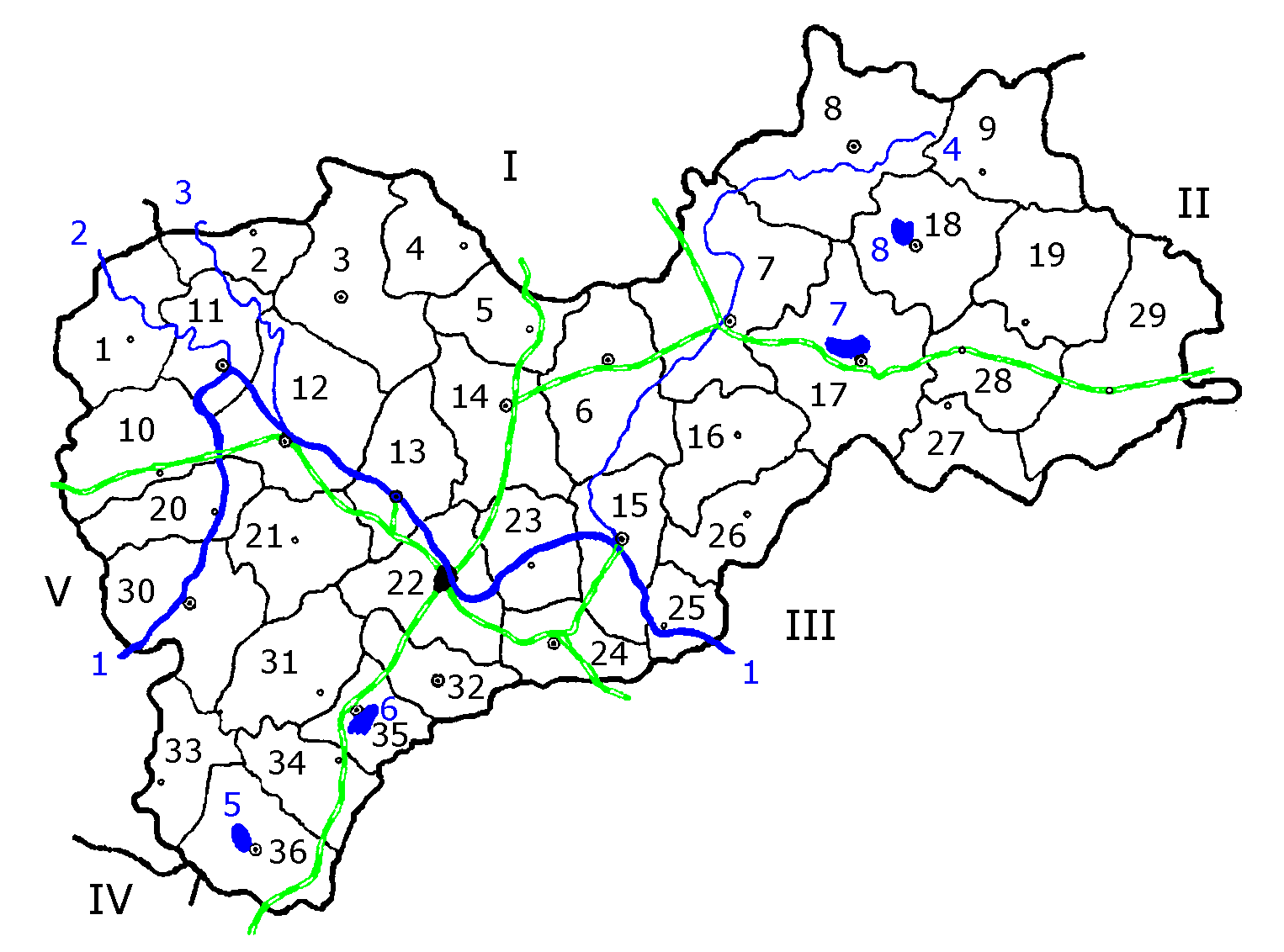
Ярославская область в начале 1940 года. Зелёным обозначены железные дороги, синим — водные объекты. Реки: 1 — Волга, 2 — Молога, 3 — Шексна, 4 — Кострома. Озёра: 5 — Плещеево, 6 — Неро, 7 — Галичское, 8 — Чухломское. Соседние области: I — Вологодская, II — Горьковская, III — Ивановская, IV — Московская, V — Калининская. Районы (их центры): 1 — Брейтовский (Брейтово), 2 — Ермаковский (Гаютино), 3 — Пошехоно-Володарский (Пошехонье-Володарск), 4 — Первомайский (Кукобой), 5 — Пречистенский (Пречистое), 6 — Любимский (Любим), 7 — Буйский (Буй), 8 — Солигаличский (Солигалич), 9 — Судайский (Судай), 10 — Некоузский (Новый Некоуз), 11 — Мологский (Молога), 12 — Рыбинский (Рыбинск), 13 — Тутаевский (Тутаев), 14 — Даниловский (Данилов), 15 — Костромской (Кострома), 16 — Сусанинский (Сусанино), 17 — Галичский (Галич), 18 — Чухломский (Чухлома), 19 — Парфеньевский (Парфеньево), 20 — Мышкинский (Мышкино), 21 — Большесельский (Большое Село), 22 — Ярославский (Ярославль), 23 — Некрасовский (Некрасовское), 24 — Нерехтский (Нерехта), 25 — Красносельский (Красное), 26 — Судиславский (Судиславль), 27 — Палкинский (Палкино), 28 — Антроповский (Антропово), 29 — Нейский (Нея), 30 — Угличский (Углич), 31 — Борисоглебский (Борисоглебские Слободы), 32 — Гаврилов-Ямский (Гаврилов-Ям), 33 — Нагорьевский (Нагорье), 34 — Петровский (Петровское), 35 — Ростовский (Ростов), 36 — Переславский (Переславль-Залесский)

Ярославская область была образована в 1936 году, она занимала площадь в 62,3 тысячи км². По данным переписи населения 1939 года, в области жило 2,28 млн человек; 65 % составляло сельское население; 53 % — женщины; лица до 14 лет — 34,6 %, 15—19 лет — 9,3 %, 20—39 лет — 31 %, 40—59 лет — 17 %, старше 60 лет — 8,1 %.
К началу войны Ярославская область состояла из 39 районов: Антроповский, Арефинский, Большесельский, Борисоглебский, Брейтовский, Буйский, Бурмакинский, Гаврилов-Ямский, Галичский, Даниловский, Костромской, Красносельский, Курбский, Любимский, Мышкинский, Нагорьевский, Нейский, Некоузский, Некрасовский, Нерехтский, Ореховский, Палкинский, Парфеньевский, Первомайский, Переславский, Петровский, Пошехоно-Володарский, Пречистенский, Ростовский, Рыбинский, Середской, Солигаличский, Судайский, Судиславский, Сусанинский, Тутаевский, Угличский, Чухломский, Ярославский; в ней имелось 16 городов, крупнейшими из которых были Ярославль, Рыбинск и Кострома, и 11 рабочих посёлков.:21-22
13 августа 1944 года восточная часть региона (15 районов) была выделена в Костромскую область. В составе Ярославской области осталось 35,4 тысячи км², на которых располагались 24 района: Арефинский, Большесельский, Борисоглебский, Брейтовский, Бурмакинский, Гаврилов-Ямский, Даниловский, Курбский, Любимский, Мышкинский, Нагорьевский, Некоузский, Некрасовский, Первомайский, Переславский, Петровский, Пошехоно-Володарский, Пречистенский, Ростовский, Рыбинский, Середской, Тутаевский, Угличский, Ярославский; 5 городов областного подчинения: Переславль-Залесский, Ростов, Рыбинск, Углич, Ярославль; и 5 городов районного подчинения: Гаврилов-Ям, Данилов, Пошехонье-Володарск, Любим, Тутаев, 12 рабочих посёлков: Берендеево, Бурмакино, Варегово, Волга, Константиновский, Красный Профинтерн, Красные Ткачи, Мышкинский (Мышкино), Некрасовское, Песочное, Поречье-Рыбное, Петровское (Петровск). 18 декабря 1944 года в составе Ярославской области были образованы 3 новых района: Ильинский, Масловский, Рязанцевский.:23
Ярославская область к началу войны была крупным индустриальным регионом в Центральной России с многоотраслевым сельским хозяйством. В 1936 году имелось 587 крупных промышленных предприятий, на которых было занято более 204 тысяч человек; в том числе 12 машиностроительных предприятий, 9 — химических, 18 — текстильных, заводы и фабрики лёгкой и пищевой промышленности. По сравнению с 1913 годом машиностроение и металлообработка выросли в 664,7 раза, химическое и резинотехническое производство — в 60,7 раз, кожевенно-обувное — в 14,6 раз, мощность электростанций — в 20 раз. Во вторую пятилетку (1933—1937) промышленное производство росло более чем на 17 % в среднем в год. Среди продукции области были грузовые автомобили, дорожные машины, суда, авиадвигатели, электромоторы, станки, полиграфические машины, синтетический каучук, автомобильные шины, лакокрасочные изделия, обувь, текстильные изделия, все виды изделий народного потребления. По стоимости производимой продукции лидировала металлообрабатывающая промышленность, на втором месте была резино-асбестовая отрасль, на третьем — текстильная. Большая часть производства области была сконцентрирована в крупнейших городах: Ярославле — 53 %, Рыбинске — 17 % и Костроме — 11 %; в большинстве других районных центров промышленность практически отсутствовала. В третью пятилетку (1938—1942) предполагалось вложить в развитие региона в 2,4 раза больше, чем в первую и вторую пятилетки вместе взятые: планировалось строительство 58 новых промышленных объектов и реконструкция 29 старых.:11, 13
Активно развивались крупнейшие предприятия области. Ярославский СК-1 успешно освоил производство на основе искусственного латекса нового вида каучука, нашедшего широкое применение. Ярославский шинный завод в 1933—1940 годах довёл долю синтетического каучука в расходе сырья с нуля до 78,4 %; к началу войны он поставлял более 80 % всех советских автопокрышек. Наращивал производство Ярославский автозавод, выпускавший большегрузные автомобили, самосвалы и троллейбусы. Рыбинский моторостроительный завод начал ускоренное производство авиационных двигателей М-105, служивших в годы войны на истребителях Як-1, Як-2, Як-3, бомбардировщиках Пе-2 и др. Ряд крупных предприятий перешёл на суточный график работы.:13
Одной из главных проблем области к концу 1930-х годов оставалась нехватка электроэнергии: имелись только 2 работающие электростанции в Ярославле общей мощностью 85 МВт: ГРЭС и ТЭЦ-1; при этом часть энергии уходила в соседнюю Ивановскую область. В декабре 1940 года начала работу Угличская ГЭС, уже военной осенью 1941 года — Рыбинская ГЭС; благодаря этому выработка электроэнергии к началу войны выросла в 6 раз, составив 505 МВт, что позволило не только ускорить местные стройки, но и отправлять часть энергии в Москву.:13, 28 Для работы ГЭС были созданы Угличское и Рыбинское водохранилища общей площадью зеркала 4921 км2 и полезным объёмом 15,6 км3, обеспечившие судоходство на Волге весь навигационный период. Отрицательным моментом строительства стало затопление больших населённых территорий, в том числе города Мологи. Возводивший ГЭС Волгострой являлся составной частью ГУЛага — Волголагом; в годы войны численность его заключённых, в связи с завершением основных работ, уменьшилась от 85 до 21 тысячи человек.:46—47
Между тем коллективизированная деревня превращалась в источник рабочей силы, дешёвых сырья и продовольствия. Обмен между государством и колхозом становился всё более неравноценным, управление сельским хозяйством всё более сводилось к командным мерам, укреплению трудовой дисциплины. Одновременно были предприняты некоторые действия по укреплению производственных сил в сельском хозяйстве; войной было сорвано массовое строительство колхозных электростанций, начавшееся только в 1944 году. Несмотря на то, что число тракторов возросло в 10 раз, достигнув почти 4 тысяч, и впервые появились комбайны — около 400 штук — и автомобили — более 200, уровень механизации оставался очень низким. Посевные площади перед войной расширились примерно на 170 тысяч га, урожайность также возросла, хотя и оставалась низкой. Ярославская область собрала в 1940 году 405 тысяч т зерновых, то есть 9,4 ц с га, что было выше, чем в остальных регионах центра России. Традиционно потребляющий хлеб и овощи регион в 1940 году сдал государству четверть своего сбора хлеба и овощей. В этом году в области было заготовлено рекордное количество льна — 90 % валового сбора: собрано 22,5 тысячи т льноволокна, третий результат в СССР. Коллективизация нанесла сильный урон животноводству области: поголовье лошадей, крупного рогатого скота, овец и свиней в 1937 году было значительно ниже, чем в 1926 году; упала и производительность, хотя и была относительно высокой. В 1939—1940 годах было создано 6712 новых животноводческих ферм, общественное стадо увеличилось на 123,4 тысячи голов. Около 70 % скота было породным, наиболее важны были ярославские коровы, романовские овцы, брейтовские свиньи и брабансонские лошади. Отрицательный эффект, усилившийся в военное время, дали массовое сселение хуторских хозяйств (которых было более 28 тысяч), укрупнение колхозов (из 7674 осталось 3585, в которых было занято около 450 тысяч человек), обмер приусадебных участков колхозников; положительным моментом было увеличение материальной заинтересованности колхозников за счёт повышения натуральной оплаты труда.:16-17, 28
Так называемой народной стройкой были проложены автодороги, связавшие три крупнейших города области: летом 1940 года — дорога Ярославль — Рыбинск, уже военными летом и осенью 1941 года — дорога Ярославль — Кострома.:19-21:13
В конце 1940 года в связи с указом «О государственных трудовых резервах» в области было открыто 10 ремесленных училищ, 10 школ фабрично-заводского обучения и несколько железнодорожных училищ. Их воспитанники-подростки вскоре сменили на предприятиях уходящих на фронт квалифицированных рабочих. Активно велась подготовка специалистов для сельского хозяйства — работали 32 районные колхозные школы, 10 сельскохозяйственных техникумов, 3 школы механизации, а также различные курсы и кружки; однако механизаторских кадров всё равно не хватало.:13, 16 В области поступательно развивались здравоохранение, народное образование и культура.:17 Все сферы культурной жизни были идеологизированы.
В 1937—1938 годах Ярославская область была затронута массовыми репрессиями. Было расстреляно 1660 человек, в том числе 544 руководящих работника областного масштаба, в том числе более 40 руководителей горкомов и райкомов партии, 166 директоров промышленных предприятий, около 40 руководителей и преподавателей учебных заведений, 423 рабочих, 246 крестьян, 256 служащих. В последующие годы репрессии не прекратились, хотя масштабы их и уменьшились.
С началом Второй мировой войны осенью 1939 года промышленность области стала приобретать военно-мобилизационные черты. Значительная часть продукции стала идти на нужды обороны. На многие предприятия поступил приказ начать массовое производство боеприпасов (однако всё необходимое для этого было получено частью заводов только накануне Великой Отечественной войны). Методы руководства стали приобретать почти чрезвычайный характер. Постоянно пополнялись государственные продовольственно-сырьевые резервы. Активно велась оборонно-массовая работа: областной Осоавиахим в 1938—1940 годах удвоил численность своих членов до 111 тысяч человек; развивались военно-прикладная учёба и физкультурное движение (в 1940 году 37 тысяч человек сдали нормы БГТО (14—15 лет) и ГТО (с 16 лет); массово проводились военизированные и спортивные игры, соревнования, учения и т. п.). Действовали Ярославский аэроклуб, морские клубы, автопункты, Ярославская кавалерийская школа, дома обороны и др. Областной Красный Крест насчитывал к началу 1941 года 54 тысячи человек, в основном девушек. Весьма высок был авторитет Красной Армии.:202-206:13, 16-17:20-21
Первыми секретарями обкома ВКП(б) в годы войны были Н. С. Патоличев (1939—1942), М. Я. Канунников (1942) и А. Н. Ларионов (1942—1946); председателями облисполкома — В. А. Гогосов (1940—1943) и Н. А. Гаврилов (1943—1945).

## Мобилизация и военная подготовка
22 июня 1941 года началась Великая Отечественная война Советского Союза с нацистской Германией и её союзниками. В это время на действительной военной службе находились 73 тысячи жителей Ярославской области 1919—1922 годов рождения. Была объявлена мобилизация всех военнообязанных 1905—1918 годов рождения. Уже 23 июня в области было призвано 14 тысяч человек. В августе, в связи с большими потерями, была проведена мобилизация военнообязанных 1890—1904 годов рождения. В последующем призывной возраст составлял 17,5 — 55 лет. По сведениям Ярославского областного военкомата, за годы войны из Ярославской области было призвано 480 тысяч человек (мужчин; по другому источнику — 473 тысячи), в том числе 10 тысяч офицеров, 348 тысяч человек рядового состава, 122 тысячи лиц 1922 — 1927 годов рождения. То есть всего в боях Великой Отечественной войны участвовало около 550 тысяч жителей области, призванных военкоматами. Помимо общей мобилизации шли целевые призывы от партии — всего 16 тысяч человек — и комсомола — всего 10 тысяч юношей и 15 тысяч девушек. Всего из Ярославской области на фронт было направлено 26 тысяч женщин.:140-142:17, 19 С войны не вернулось более 200 тысяч жителей Ярославской области.:31
…Глохнет даль, от дыма сизая:

То на запад — всё вперёд

Ярославская дивизия

В бой за Родину идёт.
В 1941—1942 годах на территории Ярославской области были сформированы соединения и части 31-й, 78-й (Краснознамённой Запорожской ордена Суворова), 118-й, 234-й (Ломоносовско-Пражской орденов Суворова и Богдана Хмельницкого), 243-й (Краснознамённой Никопольско-Хинганской), 246-й (Шумской), 285-й (Домбровской ордена Богдана Хмельницкого), 288-й (Дновской), 291-й (Краснознамённой Гатчинской ордена Кутузова), 328-й (Краснознамённой Витебской, с 1942 года — 31-й гвардейской) стрелковых дивизий (234-я — так называемая Ярославская дивизия народного ополчения, она же Ярославская коммунистическая дивизия, 243-я и 246-я полностью были сформированы из местных жителей); а также 57-й (Краснознамённой), 59-й (Краснознамённой), 105-й отдельных стрелковых бригад, вошедших в состав 28-й, 2-й ударной и 39-й армий; 27-я кавалерийская дивизия, частично 106-й кавалерийский полк; 222-й, 275-й, 283-й, 293-й, 438-й, 441-й, 444-й, 452-й, 483-й, 525-й, 584-й, 637-й, 768-й артиллерийские полки; 222-й авиационный полк; 226-й отдельный батальон связи, 287-й отдельный зенитный артиллерийский дивизион ПВО; 8-я, 9-я, 26-я мостовые бригады и 19-й, 24-й, 25-й, 97-й, 98-й, 99-й, 100-й, 101-й отдельные восстановительные железнодорожные батальоны; 10-й, 11-й, 15-й укреплённые районы; 817-й, 819-й, 820-й, 821-й, 822-й военно-полевые госпитали; 254-й, 255-й, 256-й, 278-й вспомогательные военно-санитарные поезда. Помимо этого, на территории области были сформированы другие соединения и части армии с общей численностью более 20 дивизий, в том числе 49 лыжных батальонов, 5 спецназовских партизанских отрядов для выполнения разведывательно-диверсионных заданий в тылу противника. Почти все сформированные на территории области части были награждены боевыми орденами, некоторые получили почётные наименования.:199, 304:30-31:42-66, 75-96
Из местного населения для борьбы с разведчиками и диверсантами, дезертирами, уголовниками на территории области к осени 1941 года были сформированы 42 истребительных батальона по 100—200 человек в каждом общей численностью 6,7 тысячи человек, работавших до сентября 1944 года. Это были иррегулярные войска, их членов привлекали к военной и трудовой мобилизации. Им помогали группы содействия на предприятиях и люди, в силу свой профессии много передвигающиеся по местности.:101—103 С осени 1941 по январь 1945 года на территорию области забрасывались вражеские агенты — в основном побывавшие в плену советские граждане; работали они как поодиночке, так и группами. За годы войны было арестовано, по разным источникам, 57—58 агентов-парашютистов противника (1942 год — 22, 1943 год — 31—32, 1944 год — 4), из них 1 был убит при задержании, 6 расстреляно, 12 в дальнейшем участвовали в контрразведывательных операциях. Всего по подозрению в шпионской деятельности в области было арестовано более 150 человек, некоторые из них действительно были шпионами, другие — только «вражескими пособниками». Также было выявлено и арестовано около ста человек, сотрудничавших с оккупантами, — бывшие полицейские и военнослужащие немецкой и финской армий.:101—103 Только за первый год войны на территории области было задержано 6 тысяч дезертиров из РККА и 2,6 тысячи уклонистов от военной службы и военного учёта.

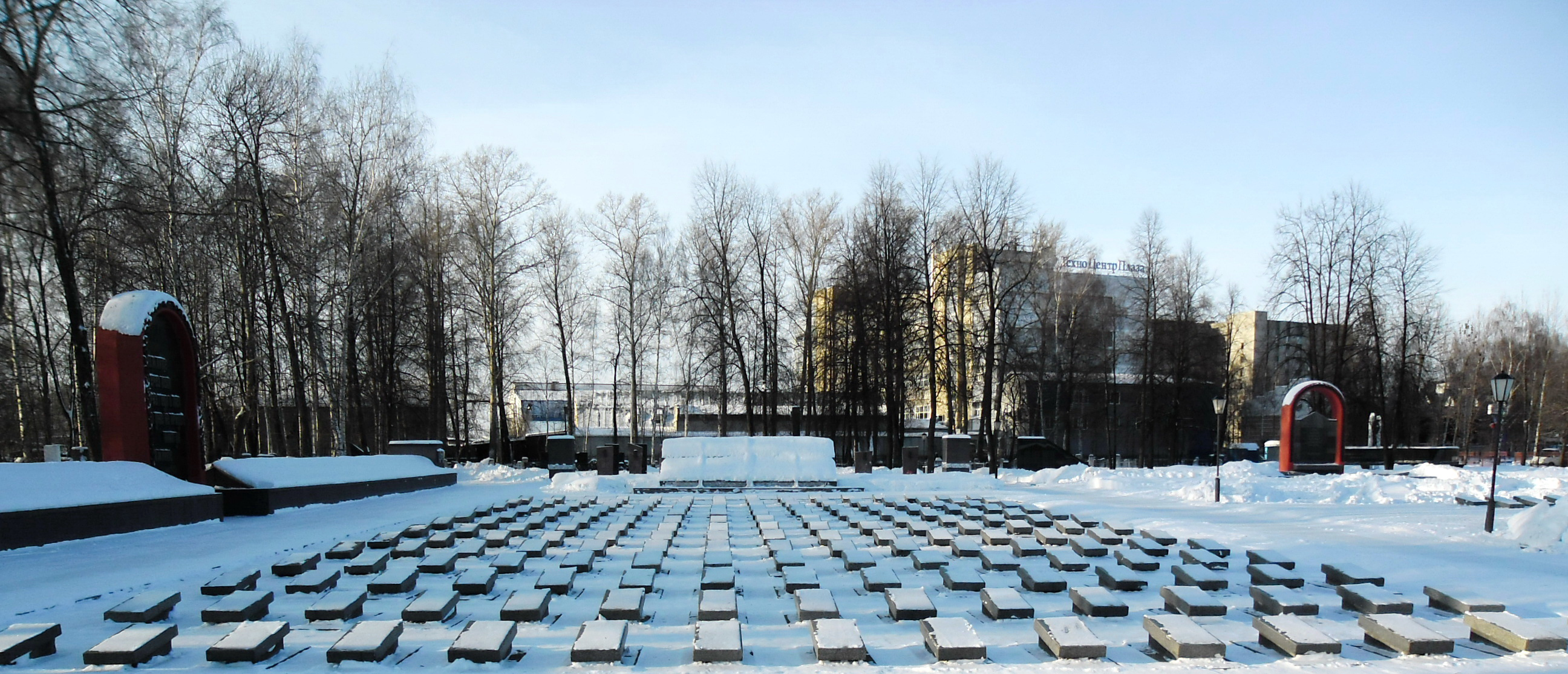
Участок Воинского мемориального кладбища в Ярославле

Не подлежащие первоочередному призыву трудоспособные мужчины от 16 до 50 лет проходили обязательное военное обучение (110 учебных часов) без отрыва от основной деятельности — всевобуч, чтобы при надобности стать стрелками в отрядах военного ополчения; всего было подготовлено 135,2 тысячи человек. Также работали группы специального обучения, готовившие резервных снайперов, радистов, телефонистов, шофёров и истребителей танков; всего подготовлено 47,5 тысячи человек. Всего за годы войны в области обучились военному делу 182,6 тысячи мужчин. Многие из ополченцев после подготовки уходили на фронт добровольцами. Также работали курсы медсестёр для студенток.:49-51:19:22-29 С 1942/1943 учебного года в школах была введена начальная и допризывная военная подготовка учащихся 5—10 классов, оценки за неё шли в аттестат; юноши готовились на бойцов, а девушки — на сандружинниц МПВО, радисток, телеграфисток, телефонисток. В 1—4 классах была введена военно-физическая подготовка. За годы войны значительно усовершенствовалась материально-техническая база военной подготовки.:49-51

## Прифронтовое положение
30 сентября 1941 года началась решающая битва за Москву; 20 октября в Москве и пригородах было введено осадное положение. В середине октября возникла угроза скорого вторжения на территорию Ярославской области вражеских войск — фронт проходил от её юго-западной границы всего в 50 км — неприятельские танковые части находились уже у канала Москва — Волга. 24 октября были созданы чрезвычайные органы власти во главе с местным руководством — Ярославский и Рыбинский городские комитеты обороны, функционировавшие до середины 1944 года.:231, 349—350:23, 25:33-35

### Строительство оборонительных сооружений
На прошедшем в середине октября 1941 года совещании у Сталина была поставлена задача до конца января 1942 года возвести в области укрепления — необходимо было предотвратить окружение Москвы с севера и захват Рыбинской ГЭС; в крайнем случае не дать противнику переправиться через Волгу.:268—271:19:21:34—35
Оборонительная линия была разделена на два участка. Юго-западный шёл по правому берегу Волги от Рыбинского водохранилища через Мышкин к Угличу; у деревни Гребенево рубеж поворачивал на юго-восток через Борисоглебский район к Ростову, а затем к деревне Гари на границе с Ивановской областью. Северо-восточный рубеж шёл от деревни Прислонь Пошехонского района по восточному берегу Рыбинского водохранилища через Пошехонье-Володарск и Рыбинск; далее он направлялся по левому берегу Волги через Тутаев, Ярославль, Кострому, село Красное до деревни Серково на границе с Горьковской областью. Дополнительные обводы планировалось возвести вокруг крупнейших городов — Рыбинска, Ярославля и Костромы, а также вокруг Ростова, Переславля-Залесского, Гаврилов-Яма и некоторых других населённых пунктов.:268—271:19
В Ярославской области было создано Управление оборонительных работ (УОР) Наркомата обороны, которому были подчинены Волгострой, Особое строительно-монтажное управление № 3 и другие организации; строительство велось одновременно 12 производственными подразделениями. УОР возглавил начальник Волгостроя В. Д. Журин, общее руководство строительством осуществлял заместитель начальника Главоборонстроя НКВД СССР, командующий 3-й сапёрной армией Я. Д. Рапопорт, начальником политотдела был 2-й секретарь Ярославского обкома ВКП(б) А. Н. Ларионов.:268—271:19
Общая протяжённость рубежей составила 780 км. Предполагалось строительство сплошного заслона из противотанковых и противопехотных препятствий и мощной огневой завесы, а также отдельных оборонительных узлов в важнейших точках. Вначале на всём протяжении начались сооружение противотанковых препятствий и заготовка материалов для огневых точек. В ноябре, по предложению командующего 28-й резервной армией генерала И. В. Тюленева, работы были сосредоточены в важнейших местах — там, где, вероятно, стал бы наступать враг; в них велось сооружение глубинных батальонных районов. Боевые точки внутри батрайонов размещались так, чтобы в сторону противника на один погонный метр фронта приходилось не менее 5 пуль. Общая протяжённость заградительных сооружений составила около 1900 км.:268—271:19
Из партийно-советского аппарата на строительство поступили 2 тысячи человек. Руководство строительством осуществляли военные специалисты. С различных предприятий было привлечено 300 инженеров. В конце октября 1941 года в области была введена обязательная платная трудовая и гужевая повинность для выполнения специальных работ. Уже в конце октября на строительстве работало 105 тысяч человек из населения Ярославской области, 20 тысяч человек из Волгостроя, 15 тысяч человек из строительных организаций области, а также 30 тысяч человек из армейских строительных батальонов. На конец ноября было занято в сумме 174 тысячи, а к концу года — 210 тысяч человек.:268—271 74 % мобилизованных на строительство были сельскими жителями; до 70 % составляли женщины. Жили строители в основном километров за десять от места работ или в землянках. Питание горожан осуществляли организации общественного питания, а селян — колхозы.:268—271:19, 22
Важную организующую и воспитательную роль играла газета «За Родину», издававшаяся политотделом УОР тиражом 10—30 тысяч экземпляров. Изготовление необходимых для работ инструментов наладили 79 предприятий области и 39 машинно-тракторных станций: было изготовлено 205 тысяч лопат, 90 тысяч ломов, 24 тысячи тачечных колёс, 46 тысяч металлических клиньев, 34 тысячи кувалд, 24 тысячи кирок; многие организации передали на стройку одежду, на месте было организовано плетение лаптей. Предприятия области быстро освоили выпуск сборных железобетонных конструкций для дотов и колпаков-укрытий и др.: на 9 декабря было поставлено 159, 2 тысяч погонных метров колючей проволоки, 5,4 тысячи противотанковых ежей, более 100 железобетонных комплектов для дотов, несколько сотен кубометров леса для дзотов, блиндажей и землянок.:243—244, 268—271:22
Несмотря на то, что использовалось 7360 лошадей, несколько сотен тракторов, 200 грузовых и 15 легковых автомобилей, транспорта сильно не хватало. Земляные работы почти полностью велись вручную. Зимой морозы достигли 35—40 °C, сильно промёрз грунт. Чтобы справиться с ним, отогревали землю кострами, а затем откалывали куски (использовались также взрывы); чтобы предотвратить замерзание талого грунта, его рыхлили и прикрывали ветками, соломой и снегом. Работали звеньями: одни снимали корку мёрзлой земли, другие рыли до середины, третьи — до дна. Несмотря на тяжёлые условия, многие перевыполняли нормы в 2—3 раза, лидерами были бригады А. М. Иванова с Ростовского торфопредприятия и Е. Г. Дюковой со станции Нея, выполнявшие 4—4,5 нормы.:268—271:22
После успешного контрнаступления на Западном и Калининском фронтах в конце декабря 1941 года работы на северо-восточном рубеже от Рыбинска до границ с Горьковской областью были приостановлены при готовности наполовину; полностью были выстроены отдельные узлы на восточном берегу Рыбинского водохранилища и прикрытие Рыбинского гидроузла. Юго-западный рубеж был достроен полностью и сдан в срок 30 января 1942 года.:268—271:22 За 80 дней были построены 201,5 км противотанковых препятствий, установлено 8,8 тысячи противотанковых ежей, 285 пулемётных дотов, 122 огневые точки для 45-мм пушек, 1322 колпака, противотанковые рвы, ловушки, эскарпы, контрэскарпы протянулись на 142 км. Было построено 1076 землянок и 248 командно-наблюдательных пунктов. Произведённых земляных работ в 4323,6 тысячи м3 хватило бы на возведение двух плотин через Волгу. Кроме того, в городах жилые дома, административные здания, улицы, железнодорожные вокзалы и др. приспосабливались к длительной обороне; устанавливались зенитные орудия. На территории дома отдыха «Красный Холм» Ярославского района был сооружён тайный бункер для руководства области.:268—271:38:156—175
82 тысячи жителей Ярославской области участвовали в строительстве укреплений под Ленинградом: 10 (в район Боровичи-Валдай-Угловка) и 12 августа 1941 года были мобилизованы по 10 тысяч человек; 25 августа (в район Волховстроя) — 30 тысяч человек; 2 октября — 30 тысяч человек; ещё 2 тысячи человек были направлены в разное время как замена выбывших по разным причинам. Работать приходилось в условиях нехватки жилья и продовольствия, эпидемических заболеваний, при непосредственной близости врага.:22-23:38

### Планы на случай оккупации и частичная эвакуация
На случай отступления Красной Армии с территории области к 20 ноября 1941 года в ней было создано 35 партизанских отрядов численностью от 25 до 35 человек в каждом (всего их планировалось создать 45). Были определены районы их действий, подготовлены руководители, в ноябре 1941 года в лесах начали закладывать скрытые базы вооружения, продовольствия и одежды, строить землянки для укрытия в зимнее время года.:170-173:22, 31
В Ярославле и в западных и прилегающих к железным дорогам и шоссе районах области была создана сеть диверсионно-разведывательных и террористических групп. К середине ноября 1941 года в Ярославле было сформировано 24 группы в составе 187 человек, а в районах области (главным образом в Костроме, Рыбинске, Данилове, Ростове, Буе) к 1 ноября 1941 года — 42 группы в составе 256 человек. Помимо этого, оперативный отдел Волголага подготавливал 5 разведывательно-диверсионных групп на Рыбинском, Угличском и Шекснинском гидроузлах. Кроме этого, в колониях и лагерях отобрали ещё 74 человека для возможного включения в такие группы. Для каждой группы закладывали тайники с оружием, боеприпасами, медикаментами и продовольствием; только в Ярославле планировалось создать 45 тайников.:170-173
Была налажена связь с резидентами, руководящим составом партизанских отрядов, фронтовыми и прифронтовыми органами НКВД: радиосвязь, а также переброска эмиссаров и связных на самолётах (готовились посадочные площадки), дублированные линии живой связи на Москву, Калинин, Киров, Горький.:170-173
В связи с началом контрнаступления советских войск 19 декабря 1941 года мероприятия по подготовке к партизанской войне были приостановлены, а 3 февраля 1942 года свёрнуты, оружие и боеприпасы были изъяты из баз. Однако работа с потенциальными партизанами продолжалась до середины 1943 года.
В июне 1941 — январе 1942 года были разработаны подробные планы мероприятий (взрывов и поджогов) по уничтожению важнейших промышленных объектов Ярославской области на случай решения Красной Армии оставить её. Только в Ярославле предполагалось уничтожить 27 крупных, 122 средних и мелких предприятия и 73 продовольственно-материальные базы. Готовились разрушить плотину Рыбинской ГЭС. В качестве исполнителей были подготовлены оперативные группы во главе с 27 работниками НКВД. В конце 1941 года было взорвано 46 железнодорожных мостов и снято более 90 км пути. Но наступление врага остановилось возле Калинина, что дало возможность перейти к менее радикальным планам.:202-206, 343—345
В октябре — декабре 1941 года в связи с угрозой прихода врага и разрушения бомбардировками 19 (по другим данным 25) ведущих предприятий области были полностью или частично эвакуированы вглубь страны. Первыми из эвакуированных были заводы № 26 (Рыбинский машиностроительный) и № 62 (Ярославский механический наркомата боеприпасов). Завод № 226 (производил антифриз для двигателей танков) был эвакуирован на 2/3, Ярославский электромеханический завод — наполовину, Ярославский шинный завод и фабрика «Красный Перекоп» — на 30—50 %, СК-1 на четверть, также частично эвакуировались Угличский завод часовых камней, Ярославская кордная фабрика, «Свободный труд», Ярославский судостроительный завод, Рыбинский катерозавод, Ярославский электромашиностроительный завод, Константиновский завод им. Менделеева, «Резинотехника», Переславская фабрика киноплёнки и другие предприятия. Пунктами назначения были Уфа, Ульяновск, Горький, Чкалов, Куйбышев, Киров, Саратов, Сызрань, Молотов, Орск, Энгельс, Асбест, Алма-Ата, Челябинск и др. Всего из области выбыло 5300 вагонов и 48 барж (18,7 млн т) с оборудованием, сырьём и материалами; 799 вагонов, 21 баржа и 10 пароходов с более чем 30 тысячами специалистов. 44 баржи застряли по дороге во льдах; люди с них добирались дальше железной дорогой, часть груза (лаковый, эмалевый и нитролаковый цеха химического завода «Победа рабочих») пришлось оставить до весны. Проводить полную эвакуацию в глубокий тыл было нельзя, так как многие предприятия производили незаменимую продукцию для фронта — производство не должно было останавливаться, кроме того, не хватало рабочей силы и транспорта; однако некоторые оставшиеся в городе предприятия находились в состоянии готовности к немедленной эвакуации. После разгрома врага под Москвой часть оборудования была возвращена назад; полностью на новом месте (в Челябинске) остался лишь завод № 62.:202-206:23:21:101—104:89-116
Помимо промышленных предприятий в Уфу был эвакуирован Рыбинский авиационный институт, ныне это Уфимский авиационный технический университет. Из западных районов области были эвакуированы в Молотовскую, Омскую и Челябинскую области 38 тысяч детей, которым на предприятиях срочно были сшиты зимние пальто, а на заводе «Упорный труд» скатаны валенки.:332—339:36

### Противовоздушная оборона и авианалёты
Режим угрожаемого положения по противовоздушной и противохимической обороне был объявлен в области в первые дни войны.:206 Была введена обязательная светомаскировка, однако эффект от неё был невысоким, так как противник хорошо знал расположение крупных объектов уже до войны, а впоследствии уточнял его в ходе разведывательных полётов; кроме того, маскировка не всегда поспевала за сезонными изменениями ландшафта.:149-150 Были установлены оповещающие сигналы ПВО; подготовлены бомбо- и газоубежища; население прошло курсы противовоздушной обороны (по месту работы, учёбы или жительства); на промышленных и общественных объектах и в жилых домах были организованы отряды самообороны и противопожарные полки; в Ярославле, Рыбинске и Костроме на базе строительных организаций были созданы аварийно-восстановительные отряды.:206—208:30-31, 105

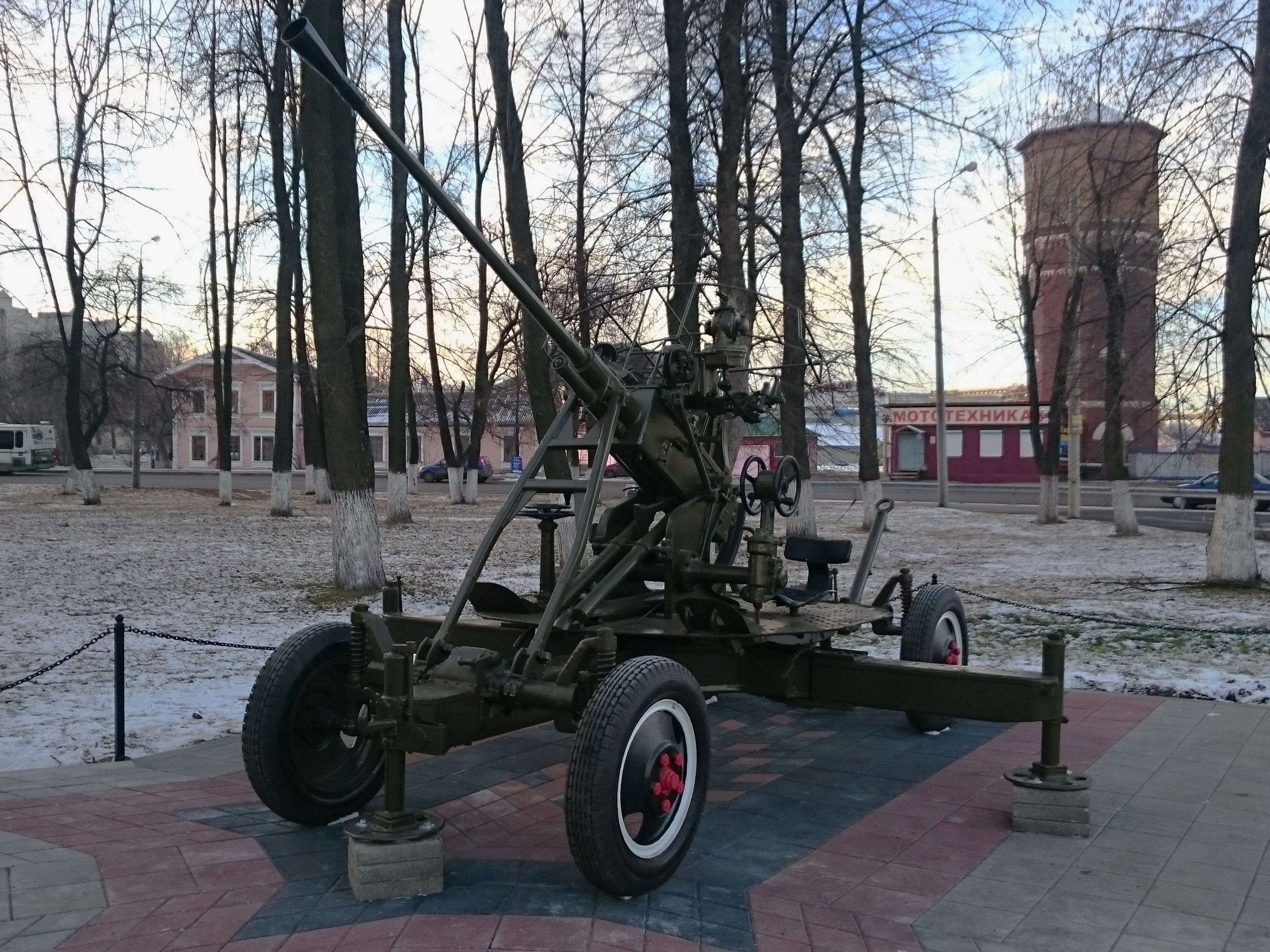
Орудие, установленное возле Московского вокзала в память о зенитчиках, защищавших Ярославль в годы войны

Налёты «Люфтваффе» на Ярославскую область с целью разрушить стратегические объекты начались в августе 1941 года — с приближением фронта. Наиболее частыми налёты бомбардировщиков были во время битвы за Москву. В октябре 1941 года они совершались практически ежедневно. Бомбы падали в основном на железнодорожные станции и эшелоны: были разбомблены эшелон, шедший на фронт под Ростовом; эшелон, перевозивший эвакуированных детей из блокадного Ленинграда под Рыбинском в районе деревни Почесновики — почти все погибли; санитарный состав близ станции Козьмино под Ярославлем; состав с эвакуированными в районе деревень Игнатово и Сосковец; пассажирский поезд, подходивший к станции Пантелеево под Даниловом; были разбиты 5—10-тысячетонные резервуары с бензином и нефтью под Рыбинском в районе Копаево. В конце месяца была нанесена серия ударов по элеваторам. Всего до конца октября только на Ярославль было совершено около 100 групповых и одиночных налётов, в ходе которых было сброшено 400 фугасных и зажигательных авиабомб; были разрушены четыре вокзала, 15 жилых домов, уничтожено 175 вагонов; погибли 327 человек, 552—582 (по разным источникам) получили ранения.:23:89-116:208—209 6 ноября 12—15 (по разным источникам) немецких бомбардировщиков He-111 разбомбили Московский вокзал Ярославля, через который проходили эшелоны на Калининский фронт: по данным службы МПВО, были сброшены 97 фугасных бомб весом 50—250 кг — было разрушено депо, сгорело 50 вагонов, создались большие пробки поездов; также пострадал сборочный цех Автомобильного завода и 12—17 (по разным источникам) деревянных жилых домов; погибло около 80 человек, 150 (по другому источнику 163) было ранено.:149-150
10 декабря 1941 года была совершена массированная бомбардировка — было сброшено 1026 авиабомб — Рыбинского авиамоторного завода, который, однако, успели эвакуировать за несколько дней до этого, о чём враг не знал.:209:23 В январе 1942 года под Ярославлем был разбомблён состав — погибло более 80 пассажиров. Ночью 4 февраля в Рыбинске, несмотря на «режим полного затемнения», была разбомблена нефтебаза и существенно пострадал 341-й катерозавод. 28 марта несколько «Юнкерсов» заставили остановиться на неделю Константиновский нефтемаслозавод им. Менделеева. 17 апреля три самолёта сбросили бомбы на Ярославль. В конце мая была сделана попытка уничтожить Ярославский железнодорожный мост — несколько ждавших на берегу пароход эвакуированных ленинградцев получили осколочные ранения. В ночь с 11 на 12 июня и сутками позже три немецких самолёта сбросили шесть фугасных бомб в районе Ярославского шинного завода и повторили то же самое сутками позже, 1 июля 1942 года предприятие атаковал одиночный «Юнкерс».
До конца осени 1941 года враг оставался полностью безнаказанным — противостоять ему было нечем, даже в Ярославле имелось всего 32 зенитных орудия, 8 пулёметов для стрельбы по воздушным целям и 12 прожекторов. Постановлением от 9 ноября 1941 года был создан Рыбинско-Ярославский дивизионный район ПВО. Сюда была направлена 147-я истребительная авиационная дивизия противовоздушной обороны:78, 135 в составе 4 полков; под Ярославлем было размещено 17 самолётов на аэродромах в Дядьково и Туношне. Первыми сбитыми над территорией области вражескими самолётами стали два разведывательных Junkers Ju 88D — оба посредством тарана (28 апреля 1942 года близ Рыбинска — Г. А. Троицкий, 31 мая в Ярославле — Амет-хан Султан), причём первый из советских лётчиков погиб. Несмотря на то, что это никак не отразилось на общей обстановке, даже такой успех имел большой моральный эффект.:179—203:I: 9 Отличился 62-й отдельный зенитно-артиллерийский дивизион, охранявший Угличскую ГЭС: в июне 1942 года был сбит разведчик Henschel Hs 126, упавший за Дивной Горой, под Угличем было сбито ещё 5 самолётов: у села Василёва, деревни Михали, деревни Подберезье и села Ильинское, а один прямо над городом — упал на Октябрьскую улицу, повредив угол дома.
К лету 1943 года Ярославль обороняли 17 экипажей истребителей, 75 зенитных орудий среднего калибра, 19 орудий малого калибра, 55 зенитных пулемётов и незначительное число зенитных прожекторов и аэростатов заграждения.:135 Ярославский завод № 50 у посёлка Павловское установил на понтоны мост-дублёр Ярославского железнодорожного моста, который по размеру и внешнему виду не отличался от настоящего, но был почти полностью деревянным, однако, в случае необходимости, он мог выдержать тяжёлые эшелоны, кроме того, немецкие лётчики тратили на него часть бомб (разобран в конце 1940-х годов).:343—345 Однако даже в 1943 году ПВО не всегда реагировала надлежащим образом: в марте несколько раз подвергалась бомбёжке железнодорожная станция в Рыбинске, а в июне — была сброшена бомба на Рыбинский авиамоторный завод, затем несколько дней подряд падали бомбы на Северный рабочий посёлок — при этом никакого сопротивления немецким самолётам оказано не было.:420-421 Обеспеченность бомбо- и газоубежищами на май 1943 года составляла от плана в Ярославле 35 %, в Рыбинске — 31 %, в других городах — 50—100 %; подготовка к ПВХО: Ярославль — 93 % плана, Рыбинск — 97 %, другие города — 26 %; организация групп самозащиты: Ярославль — 73 %, Рыбинск — 96 %, районы — 37,5 %; обеспеченность противогазами: Ярославль — 52 % взрослые и 12 % дети, Рыбинск — 61 % взрослые и 9 % дети.:209
Крупнейший авианалёт на область начался 9 июня 1943 года в 23 часа 47 минут (воздушная тревога была объявлена за 17 минут до этого) и продолжался полтора часа. За это время на Ярославль 109 (по другому источнику — 58) бомбардировщиков «Юнкерс» и «Хейнкель» из авиадивизий «Блиц», «Бельке», «Викинг» и «Кондор», поднявшиеся с аэродромов в Брянской и Орловской областях, сбросили 1766 авиабомб общим весом 190 тонн, из них 416 (по другому источнику — 342) фугасных, а 1350 (по другому источнику — 1100) зажигательных. Первым делом был повреждён водозабор. Основной удар пришёлся на Шинный завод, в большинстве корпусов которого начался сильный пожар; в результате основной корпус был практически уничтожен, 6 корпусов были значительно повреждены и только 2 почти не пострадали, также были подожжены лаборатория и склад; завод был выведен из строя на 3 месяца, полностью восстановился ещё позже. Также бомбы были сброшены на Автозавод, СК-1 (6 цехов и главная контора), Асбестовый завод (4 цеха и электросеть), Регенераторный завод (3 цеха и водопровод), Кордную фабрику, станцию Всполье, железнодорожный мост через Волгу (не пострадал), Махорочную фабрику (сгорел склад с 140 т табака), ТЭЦ-1 (полностью сгорел старый механический цех, частично — новый механический цех, пострадало масляное хозяйство), предприятия связи. 2 тысячи семей были вынуждены искать себе новое жильё. В Рыбинске была повреждена силовая станция Авиамоторного завода, сильно пострадал Катерозавод, а также Северный рабочий посёлок. Также был совершён налёт на Константиновский нефтемаслозавод им. Менделеева. Войска ПВО делали всё, что могли, — на аэродромы не вернулось три бомбардировщика, один был повреждён. Борьба с пожарами проводилась организованно. После налёта Ярославлю было решено выделить дополнительно 36 зенитных орудий.:202—206, 209:104—105:494—498
Второй крупный авианалёт на Ярославль произошёл в ночь с 20 на 21 июня. 88 (по другому источнику — 100) немецких бомбардировщиков были встречены нескольким десятками истребителей из ПВО Москвы — 1 вражеский самолёт был сбит. ПВО Ярославля достойно встретило противника, но тем не менее на город было сброшено 1366 авиабомб общим весом 130 тонн, из них 330 фугасных, а 1036 зажигательных. Пострадали склады и барачный посёлок и полностью сгорел цех подготовки каучука Шинного завода; была повреждена Северная подстанция ТЭЦ-1, разрушены пять цехов СК-1, три цеха Регенераторного завода, четыре цеха Асбестового завода, а также дом № 11 по проспекту Шмидта. Немцы потеряли 5 бомбардировщиков, ещё 2 получили повреждения.:202—206, 209
За эти два июньских налёта, по данным штаба МПВО Ярославля, на город было сброшено 937 фугасных авиабомб общим весом 154,9 тонны, 742 зажигательные авиабомбы весом 64,9 тонны и 1794 мелкие зажигательные авиабомбы; обезврежено 117 фугасных авиабомб весом 27,9 тонны и 35 зажигательных авиабомб весом 2,7 тонны; произошло 225 загораний и 278 пожаров; был убит 301 (по другим источникам 231) человек, около 500 (по другим источникам более 600) ранено, 120 спасено из завалов; был нанесён убыток на 93 млн рублей. Ремонтно-восстановительными бригадами в дальнейшем было убрано 65 тысяч м3 мусора. Немцы потеряли 12 машин: 4 — уничтожили истребители, 7 — зенитчики, один столкнулся с тросом аэростата. 21 июня «Люфтваффе» пыталась бомбить и Углич — было уничтожено 2 их самолёта.:208—210:66—67
Последний воздушный бой произошёл над областью в августе 1943 года над деревней Аверинское — погибли и немецкий экипаж, и советский лётчик. Вскоре началась успешная для советских войск Курская битва, отвлёкшая самолёты противника, а затем длительное наступление Красной Армии, в результате которого Ярославская область оказалась вне досягаемости вражеских бомбардировщиков, хотя самолёты-разведчики появлялись над ней даже в начале 1945 года. В это время у немцев существовал так и не реализованный план операции «Железный молот», согласно которому авиационные ударные комплексы «Mistel» должны были уничтожить важнейшие советские электростанции в районе Москвы и Верхней Волги, в том числе ярославские ГРЭС и ТЭЦ-1, Рыбинскую и Угличскую ГЭС.
За всё время войны над Ярославской областью было зафиксировано 1220 самолёто-вылетов противника, совершено 55 бомбардировочных налётов.:210 Только на Ярославль 202 самолёта совершили 24 налёта, сбросив 946 фугасных и 2380 зажигательных авиабомб: были полностью уничтожены 51 цех, 235 жилых домов и 32 барака; 335 человек погибли, 983 были ранены:37 (согласно другим источникам, на областной центр было совершено 13 налётов, за которые сброшено 1146 фугасных авиабомб общим весом 191,5 тонны, 751 зажигательная авиабомба весом 66,2 тонны и 1832 мелкие зажигательные авиабомбы (до 10 кг); из них обезврежено 137 фугасных авиабомб весом 31,3 тонны и 35 зажигательных авиабомб весом 2,7 тонны; произошло 227 загораний и 278 пожаров; 335—368 человек (по разным источникам) было убито, 750 ранено, 120 спасено из завалов; нанесён убыток на 96,8 млн рублей:209—210). В 18 налётах на Рыбинск участвовало около 100 самолётов, ими было сброшено более тысячи фугасных авиабомб; погибли 33—34 человека, около ста было ранено; было разрушено 63, повреждено 70 зданий.:210 За всё время на Ярославскую железную дорогу было совершено 240 налётов: уничтожено 3 паровозных депо, разрушено 69 станций и вокзалов, более 15 км пути, 2 моста, 31 паровоз, 1252 вагона.:343—345 Всего силами ПВО и авиации над территорией области было сбито 27 самолётов противника, в том числе 6 — посредством тарана (помимо Г. Троицкого и Амет-хана Султана их совершили С. Ачкасов, А. Морозов, С. Пичугин и И. Ушкалов); часть самолётов противника не была найдена, так как упала в водоём или болото.:210:104:I: 9

### Приём раненых

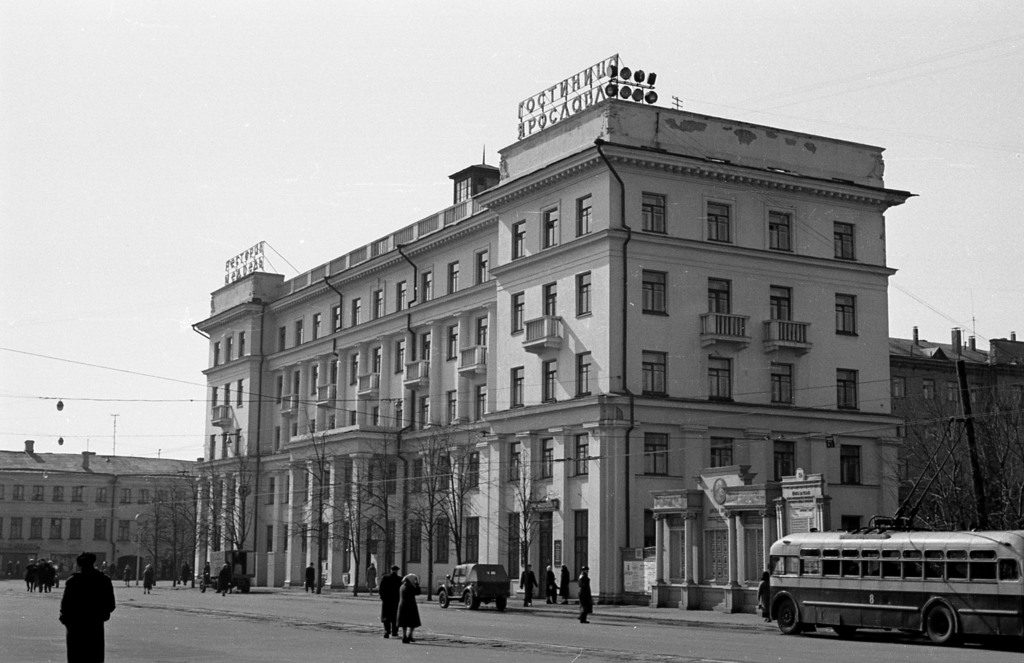
Здание на площади Волкова в Ярославле, в котором в годы войны располагался военный госпиталь № 1316. Фотография 1960-х годов

Первый эвакуационный госпиталь был открыт в Ярославской области уже 23 июня 1941 года. К концу года в оказавшейся в прифронтовой полосе области действовало 30 эвакогоспиталей, в которых лечились свыше 14 тысяч человек. К 15 февраля 1942 года были созданы дополнительные эвакогоспитали на 10 тысяч коек; размещались они в зданиях образовательных, культурных и рекреационных учреждений. Большая часть госпиталей области в начале войны относилась к Местному эвакуационному пункту № 8 (МЭП-8), в который направлялись больные и раненые с Северо-Западного фронта; эти госпитали располагались в Ярославле, Ростове, Петровском, Гаврилов-Яме, Любиме, Данилове, Некрасовском, Красном Профинтерне, Бабайках, Пошехонском районе, Мышкине, Тутаеве, Константиновском, Чёбакове, селе Павловском Ярославского района. Часть госпиталей находилась в зоне действия Фронтового эвакуационного пункта № 211 (ФЭП-211), в который направлялись пострадавшие с Волховского фронта; эти госпитали располагались в Рыбинске, Глебове, Угличе, Некоузе, Красном Холме, Волге. Только за первое полугодие войны в Ярославскую область поступили с фронта 101 205 пострадавших, из них в части возвращены 7080 человек, в батальон выздоравливающих направлены 5443, эвакуированы в глубокий тыл 76 722, ушли в отпуск 234, уволены из армии по состоянию здоровья 152, продолжили лечение 10 999, умерли 575 человек (0,57 %). Раненых поступало всё больше, и вскоре госпитали области оказались в 1,5 раза переполнены. К концу 1942 года здесь было уже 53 госпиталя на 26 200 мест. Не хватало коек, белья для больных и обмундирования для выздоравливающих, медицинских (особенно гипса, спирта и наркотических анальгетиков) и других материалов, топлива зимой (вместо дров часто приходилось использовать промышленные отходы). Главной причиной была недостаточность транспортных средств у госпиталей. В связи с нехваткой гробов, с лета 1942 года стали проводиться захоронения в братских могилах.:60—61, 94—99:35-36:13—16
В начале войны все эвакогоспитали области имели общехирургический характер. В 1942 году была проведена специализация госпиталей, позволившая оказывать нуждающимся более квалифицированную помощь: появились сортировочные, терапевтические, туберкулёзные, инфекционные, неврологические, хирургические для тяжёлых, средних и лёгких ранений, урологические, офтальмологические, челюстно-лицевые и др. госпиталя. Формирование эвакогоспиталей на территории области достигло максимума в 1943 году, а затем пошло на спад. В 1941—1943 годах в госпиталях области велась в основном лечебно-эвакуационная работа, в 1944—1945 годах в них преимущественно долечивались.:60-61
Всего за годы войны в Ярославской области было сформировано или работало 178 эвакогоспиталей, часть из них после формирования отправлялась на фронт или в глубокий тыл. Также в регионе активно формировались полевые подвижные и хирургические полевые подвижные госпитали для действующей армии. На территории области работало 93 эвакогоспиталя, в которых было сделано 71,6 тысячи операций (пятое место в РСФСР), более 30 тысяч переливаний крови (второе место в РСФСР), 3,6 млн физиотерапевтических процедур. Через них прошло около 380 тысяч бойцов, из которых 282 тысячи были возвращены после лечения в армию (72,4 % раненых и 70 % больных; первое место в РСФСР), 5 тысяч умерли (смертность — 0,9 % раненых и 4 % больных; второй по минимуму результат в РСФСР — после Ульяновской области), остальные были отправлены на долечение в глубокий тыл или уволены из армии (26,6 % раненых и 26 % больных).:60—61, 94—99:35-36
Военные госпитали, располагавшиеся на территории современной Ярославской области, и места задокументированных на 1997 год захоронений на ней (одинаковые номера обозначают перемещение госпиталя):18:VII: задний форзац:
| Районы          | Число эвакогоспиталей | Номера эвакогоспиталей | Число воинских кладбищ | Число братских могил | Число отдельных захоронений | Число захороненных |
| --------------- | --------------------- | --- | ---------------------- | -------------------- | --------------------------- | ------------------ |
| Большесельский  |                       | |                        |                      | 1                           | 1                  |
| Борисоглебский  |                       | |                        |                      |                             |                    |
| Брейтовский     |                       | |                        | 1                    |                             | 2                  |
| Гаврилов-Ямский | 3                     | 3027, 3650, 5368 |                        | 2                    |                             | 140                |
| Даниловский     | 1                     | 4931 |                        | 2                    | 3                           | 13                 |
| Любимский       | 1                     | 4921 |                        |                      | 4                           | 4                  |
| Мышкинский      | 1                     | 4929 |                        | 1                    |                             | 4                  |
| Некоузский      | 2                     | 4923, 4924 |                        | 3                    | 5                           | 60                 |
| Некрасовский    | 3                     | 1432, 3044, 4918 |                        | 2                    | 1                           | 65                 |
| Первомайский    |                       | |                        | 1                    |                             | 2                  |
| Переславский    |                       | |                        | 2                    |                             | 6                  |
| Пошехонский     | 1                     | 4933 |                        | 1                    |                             | 3                  |
| Ростовский      | 4                     | 1385, 1990, 4930, 4932 | 1                      |                      |                             | 237                |
| Рыбинск         | 21                    | 1148, 1342, 1426, 1988, 1992, 1993, 2018, 2020, 2036, 2708, 2748, 2886, 2928, 3225, 3227, 3808, 3809, 3810, 4459, 4923, 4924                                                                    | 3                      |                      |                             | 720                |
| Рыбинский       | 1                     | 4917 |                        | 2                    | 5                           | 10                 |
| Тутаевский      | 5                     | 1930, 4925, 4926, 4927, 5109 |                        | 2                    | 6                           | 29                 |
| Угличский       | 2                     | 1426, 3393 |                        | 6                    | 3                           | 52                 |
| Ярославль       | 33                    | 286, 291, 396, 435, 448, 1027, 1085, 1086, 1147, 1175, 1177, 1316, 1432, 1780, 1899, 1901, 1990, 2430, 2495, 3016, 3017, 3018, 3019, 3021, 3191, 3354, 3620, 4157, 5364, 5365, 5366, 5773, 5775 | 1                      | 4                    |                             | 4063               |
| Ярославский     | 2                     | 2017, 4915 |                        | 1                    |                             | 8                  |
| Всего           | 80                    | | 5                      | 30                   | 28                          | 5419               |

Военные госпитали, располагавшиеся на территории современной Костромской области:VII: задний форзац: Кострома — 1089, 1090, 1369, 1607, 1900, 1901, 3031, 3036, 3366, 3473, 5108, 5387, 5774; Буй — 3028, 3039; Галич — 4922; Красное — 4916; Нерехта — 2657, 4928; Нея — 4934.
С начала войны стала ощущаться нехватка медперсонала, так, к концу 1941 года число врачей в области сократилось на 42 %. Проводились курсы повышения квалификации врачей, в первую очередь хирургов; переподготовки медсестёр и санитарных дружинниц. Только в первый военный год в области на курсах Красного Креста (за годы войны количество первичных организаций его областного общества возросло с 1018 до 1516, а численность членов — с 42,6 тысячи до 72,2 тысячи) было подготовлено 2734 медсестры и 2300 сандружинниц; всего за годы войны — 4,9 тысячи медсестёр и 8,5 тысячи сандружинниц; 90 % из них была направлена на фронт, в эвакогоспитали, на санитарные поезда, в лечебные учреждения области. За то же время были подготовлены 48 164 значкиста ГСО и БГСО (готов и будь готов к санитарной обороне): они дежурили в госпиталях, работали в инфекционных больницах, санпропускниках, помогали в обустройстве эвакуированных детей, собирали и шили для армии одежду, проводили противоэпидемическую работу, оказывали помощь пострадавшим от налётов, тушили пожары, сдавали и привлекали население сдавать кровь. Большую помощь госпиталям оказывали добровольцы, помогавшие в их оснащении и развёртывании, в уходе за ранеными, их бытовом обслуживании (например, ремонт и стирка белья, помощь в написании писем), проводящие культурно-массовую работу в госпиталях. Помощь также оказывали шефствующие организации, участвовавшие в ремонте, приобретавшие мебель, посуду, предметы досуга, небольшие подарки; колхозы доставляли продукты, дрова, солому для набивки матрасов и сено для лошадей; учреждения культуры проводили концерты и ставили спектакли.:78, 222—223:35-37:27-30
В марте 1942 года в области насчитывалось 5,1 тысячи, а в январе 1945 года — 8,7 тысячи доноров; ярославская станция переливания крови заготавливала 25—27 л крови в день, всего за годы войны было запасено около 34 тысяч литров крови — её хватало для бесперебойного снабжения госпиталей самой области и Северо-Западного фронта; всего кровь ярославцев получили около 100 тысяч раненых.:78, 222—223:37:29-30
После окончания войны лечение раненых не прекратилось. 29 августа 1944 года организовано 4 госпиталя для инвалидов войны с общей вместимостью 1000 коек — два в Ярославле (№ 1780 и № 5773) и по одному в Ростове (№ 1385) и Рыбинске (№ 3905). В феврале 1946 года госпиталь № 1780 преобразован в госпиталь для инвалидов Великой Отечественной войны: в 1946—1949 годах он был общехирургическим, с 1950 года — ортопедическим, а с 1960 года — травматологическим.:62

### Приём эвакуированных, военнопленных и репатриированных

Братская могила ленинградцев в Ярославле

В первые же дни войны в область стали поступать эвакуированные с оккупированных и прифронтовых территорий; поначалу они, не имея соответствующего статуса, приезжали сами по себе, надеясь на помощь родственников и знакомых. С 29 июня 1941 года начали массово прибывать эвакуированные дети — с июня по сентябрь их было принято 67,8 тысячи. Осенью 1941 года, после занятия врагом новых территорий, в область хлынул непрерывный поток беженцев, в основном женщин с малолетними детьми, больных и стариков; в конце 1941 — начале 1942 года в область ежедневно прибывало 1,5—2 тысячи человек. Помимо прочего, были размещены 12 тысяч семей руководства Красной Армии. Общее число эвакуированных в области: 1 августа 1941 года — 118,4 тысячи (в том числе 91,3 тысячи из Ленинграда, 4,6 тысячи из Москвы), 5 ноября 1941 года — 156,4 тысячи (в том числе 24,3 тысячи из Москвы), 1 апреля 1943 года — 265 тысяч (из них 123 тысячи — детей, в том числе 107 тысяч из блокадного Ленинграда, 106 тысяч женщин и 35 тысяч мужчин; из общего числа из Ленинграда — 136 тысяч, из Ленинградской области — 46 тысяч, из Москвы — 24 тысячи, из Московской области — 8 тысяч, из Калининской области — 8 тысяч, из Мурманской области — 2 тысячи, а также из Тульской, Орловской, Курской, Воронежской, Ростовской областей, республик Белоруссии, Украины, Молдавии и др.).:332—339:36:190—198:72—75 При этом надо учитывать, что цифры весьма приблизительные, так как регулярный учёт прибывающих был налажен только к 1943 году.:74—75 Бо́льшая часть эвакуированных проезжала через Ярославскую область транзитом. Так, за январь — апрель 1942 года через область прошли 268 эшелонов с 509 тысячами человек. За это время на эвакопунктах станций Всполье, Урочь и Буй с поездов сняли 4400 больных и 870 умерших. Людям приходилось сутками жить в антисанитарных условиях переполненных вокзалов.:36:13-14:73 Всего за годы войны Ярославская область приняла, пропустила и разместила более 1 млн эвакуированных.:332—339:71
На крупных железнодорожных вокзалах были организованы эвакуационные пункты. Прибывающим было необходимо оказать медицинскую помощь (многие были истощены до дистрофии), провести санитарную обработку, помочь с продовольствием, предоставить жильё и работу. Для временного размещения прибывающих создавались стационары, была организована продажа отсутствующих в свободной торговле товаров первой необходимости, малоимущим они выдавались бесплатно. Посильную помощь активно оказывали местные жители. Однако возможности области были весьма ограничены, в связи с чем значительная часть прибывших долгое время не могла адаптироваться, им не хватало еды и одежды, жилой площади, встречалось отношение к ним местных жителей как к лишней обузе. После восстановления сил эвакуированные трудоустраивались в сельское хозяйство, промышленность, на транспорт, в том числе и в другие области; однако, несмотря на огромный дефицит рабочей силы, трудоустройство часто затягивалось (так, в июне 1943 года не работало более 13 тысяч трудоспособных эвакуированных), что было связано в том числе с низкой квалификацией и неприспособленностью к тяжёлому труду части прибывших. По мере освобождения советских территорий проходила реэвакуация, большинство эвакуированных покинуло Ярославскую область в 1944—1945 годах.:332—339:36:190—198
Для оставшихся без попечения родителей детей было организовано 214 детских домов, размещённых в клубах, бывших помещичьих усадьбах, колхозных домах и др.; также создавались новые дома малютки. Число детских домов и интернатов: июнь 1941 года — 25, сентябрь 1941 года — 425, июль 1942 года — 133, июнь 1943 года — 282, июль 1944 года — 272, январь 1945 года — 159, июнь 1945 года — 147, июль 1945 года — 159. Число воспитанников в них: июнь 1941 года — 2,6 тысячи, сентябрь 1941 года — 70,4 тысячи, июль 1942 года — 15,7 тысячи, январь 1943 года — 29,4 тысячи, июнь 1943 года — 27,1 тысячи, июль 1944 года — 23,9 тысячи, январь 1945 года — 13,8 тысячи, июнь 1945 года — 13,4 тысячи, июль 1945 года — 14 тысяч. При детских домах создавались подсобные хозяйства. Выявленные безнадзорники помещались в сеть приёмников-распределителей НКВД; за 1942 год из 8,6 тысячи поступивших туда детей 2,8 тысячи были отправлены в детские дома, 2,4 тысячи трудоустроены, 1,4 тысячи отправлены к родным, 0,5 тысячи — на патронат, 0,5 тысячи усыновлено. За всё время войны в Ярославской области было собрано 5808 л грудного молока для оставшихся без матерей младенцев.:69—73, 94—99, 222—223, 332—339:36-37:190—198
Военнопленные в Ярославской области находились с октября 1944 года по июнь 1949 года; общее их число, по разным источникам, составляло 17—25 тысяч человек. Лагеря военнопленных на территории области: № 259 в Рыбинске, № 276 в Ярославле, № 282 в Берендеево, № 221 и № 452 в Угличе, № 343 в Петровском. Оказавшиеся в Ярославской области пленные в основном были мобилизованы в 1938—1940 годах, пленены в 1944—1945 годах. Находясь в плену, они трудились в промышленности, на торфоразработках, в сельском хозяйстве, дорожном строительстве; лагеря находились на самообеспечении. Так как значительная часть военнопленных имела ранения и контузии, заболевания (тиф, дистрофия, туберкулёз), в 1944—1945 годах была создана специальная сеть медицинских учреждений, в том числе спецгоспиталь № 5365 на станции Чёбаково. 70 % лечившихся были спасены. На кладбищах при лагерях похоронено 1,7 тысячи человек. В 1946 году началось возвращение пленных на родину.:44-46
В 1944—1945 годах Ярославская область приняла 19,2 тысячи репатриированных из Финляндии советских граждан (6 тысяч семей) ингерманландского происхождения; обосновались они в основном в Большесельском, Мышкинском, Первомайском и Угличском районах; после окончания войны большинство из них вернулось в Карело-Финскую ССР.:218-220:37 В сентябре 1945 года из Германии в Ярославскую область прибыло 330 репатриированных детей из Западной Украины и Западной Белоруссии; на время установления сведений о выживших родственниках они были размещены в детдомах.:218-220 После войны из Ярославской области для заселения оставленных жителями поселений Карельского перешейка добровольно отправились почти 2 тысячи человек (402 семьи).:37:195

## Тыловой регион

### Промышленность
Народное хозяйство с самого начала войны стало перестраиваться. К осени 1941 года практически вся промышленность региона работала для фронта. К примеру, металлообрабатывающая промышленность вместо 148 видов мирных изделий стала производить 125 видов военной продукции.:23:111—112 Всего промышленность области поставляла фронту около 760 видов оборонных изделий. Изменился удельный вес отраслей крупной промышленности по производству валовой продукции: энергетическая — 5,2 % в 1944 году вместо 1,9 в 1940 году; химическая — 9,9 вместо 7,9; металлообрабатывающая — 35,9 вместо 34,3; резиноасбестовая — 20,1 вместо 24,2; текстильная — 7,2 вместо 11,0; пищевкусовая — 7,6 вместо 9,4.:133
К началу войны в Ярославской области имелись ЯрГРЭС (Ляпинская станция) и ТЭЦ-1 общей мощностью 85 тысяч кВт и годовой выработкой 505 млн кВт-ч, а также городские и сельские электростанции. Ввиду нехватки донецкого каменного угля и бакинской нефти возросло значение местного топлива — торфа (росли старые предприятия, было открыто 9 новых) и дров (количество лесозаготовительных пунктов увеличилось в 4 раза, заготовка древесины возросла в 2,5 раза); значительную роль стал играть сернокислый гудрон, скапливавшийся на Константиновском заводе им. Менделеева. Всего местное топливо ежегодно заменяло 18,6 тысячи тонн мазута и 24,5 тысячи тонн каменного угля. В 1942—1943 годах выработка из-за нехватки топлива и накапливавшихся неисправностей была низкой; станции работали неустойчиво, что отрицательно влияло на предприятия-потребители. В начале 1943 года был произведён капитальный ремонт станций.:202—206, 274—276:119—121 Продолжали достраиваться Угличская и Рыбинская ГЭС; за годы войны они выработали приблизительно 3,2 млрд (по другому источнику — более 4 млрд) кВт•ч электроэнергии; ими производилась в начале войны половина всей потребляемой Москвой энергии, а в конце — треть:46-47:25; выработка электроэнергии по области в 1945 году была в 2,24 раза больше, чем в 1940 году.:119—121 Однако гидроэлектростанции питали в основном столицу.:28 Население области или не получало энергию совсем, или получало через день на 3—4 часа.:274-276
Машиностроение, сократив или даже полностью прекратив выпуск обычной продукции, занялось изготовлением оружия, боеприпасов и различных технических средств. Всего в военные годы область выпустила 17,3 млн корпусов снарядов и мин (по другому источнику — 113,8 тысячи корпусов снарядов и 5,9 млн корпусов мин), 2,9 млн корпусов авиабомб, 710,9 тысячи деталей реактивных снарядов (в том числе главных — 162 тысячи), 27,7 млн минных взрывателей, 26,9 тысячи пистолетов-пулемётов Шпагина (ППШ), 35,1 тысячи миномётов, 1284 артиллерийских тягача, 1135 боевых катеров и множество комплектующих изделий (всего — 48,8 млн оборонных изделий; для отгрузки основных видов боеприпасов потребовалось 16,1 тысячи железнодорожных вагонов). Ярославский автомобильный завод выпускал корпуса осколочных и бронебойных снарядов для зенитных и противотанковых бронебойных орудий, основные детали для гвардейских реактивных миномётов «Катюша», ППШ, узлы и детали для танков, в 1941 году также грузовые полуторные и трёхтонные самосвалы, с 1943 года — артиллерийские тягачи. Ярославский тормозной завод производил тормозное оборудование для железных дорог, компрессоры для электровозов, паровозные рукава, а также снаряды, зажигательные авиабомбы, корпуса гранат, взрыватели для мин, осколочные гранаты. Ярославский электромашиностроительный завод выпускал осколочно-фугасные снаряды, узлы для реактивной артиллерии, стартёры и генераторы постоянного тока для танков. Ярославский судостроительный завод снабжал кораблями Волжскую военную флотилию: изготавливал водолазные боты, бензозаправщики для гидроавиации, речные тральщики МСВ-38, минные плоты, оснащённые «Катюшами» буксирные и быстроходные дивизионные катера Я-5, катера МО-4; Рыбинский судостроительный завод и Рыбинская судоверфь выпускали боевые катера. Ярославский паровозоремонтный завод ремонтировал паровозы и бронепоезда, а также выпускал артиллерийские снаряды и зажигательные авиабомбы, детали для оружия, запчасти к мотовозам и тракторам. «Пролетарская свобода» выпускала 82-мм мины. «Красный маяк» — электроинструменты, а также артиллерийские снаряды, корпуса зажигательных авиабомб, коробки для противогазов, лотки для мин. Рыбинский завод дорожных машин — фугасные и химические авиабомбы. Рыбинский завод полиграфических машин — 82-мм миномёты (некоторое время был их единственным производителем), а также корпуса авиабомб и мин, в 1944 году возобновил выпуск полиграфических машин.:195—197, 202—206, 233—234, 350—351, 357—358, 364—365, 371—372:25
Предприятия химической, нефтехимической и резинотехнической промышленности выпускали более 455 видов продукции для армии. За 1941—1944 годы выпуск оборонной продукции в отрасли вырос на 198 %, в том числе изделий для авиации на 180 %, для танков на 277 %, для артиллерии на 332 %, авиамасел на 113 %, аэростатов наблюдения на 266 %, аэростатов заграждения на 923 %, резиновых лодок на 820 %, понтонов на 673 %. Производительность труда в отрасли увеличилась на 30 %. Ярославская область выпускала 47 % всей продукции резиновой промышленности страны. Ярославский шинный завод выпускал покрышки всех типов, а также катки и амортизаторы для танков, шины для броневиков и боевых самолётов, спецрезины для бензобаков. Ярославский подошвенный завод — аэростаты заграждения и наблюдения, противогазы и прокладки для танков. «Резинотехника» — аэростаты. «Победа рабочих» — лакокрасочные изделия, а также пробки для снарядов. «Свободный труд» — лакокрасочные изделия, материалы для аккумуляторов, а также противохимическую одежду. Константиновский завод им. Менделеева — моторные масла и другие смазки для авиации (единственный в стране), бензины для ВВС и ВМФ. Завод № 226 перерабатывал хлор. СК-1 вырабатывал — синтетический каучук и латекс. Ярославский асбестовый завод — асбестовую бумагу, а из неё — детали для техники. Ярославский кислородный завод — сжатый воздух, кислород для автогенных сварок, азот для СК-1.:202—206, 369—370:25
Предприятия лёгкой промышленности обеспечивали армию обмундированием. Только за четвёртый квартал 1942 года они сшили 117,3 тысячи гимнастёрок, 15 тысяч ватных курток, 31,2 тысячи маскировочных костюмов, 50 тысяч пилоток, 21,2 тысячи палаток, а также сотни тысяч комплектов белья, портянок, рукавиц, погон, патронташей, противогазов, котелков и др. Обувная фабрика «Североход» выпустила 1,8 млн пар обуви для армии (на 61 % больше, чем в 1940 году; хватило бы на 149 дивизий), военные палатки. Фабрика «Упорный труд» производила валяную обувь (хватило бы на 170 дивизий). Ярославский кожевенный завод выработал хрома на 6,1 млн пар обуви, также он выпускал армейские полушубки и перчатки. Швейная промышленность за 1941—1944 годы увеличила выпуск нательного белья более чем в 5 раз, ватных шаровар — более чем в 2 раза, телогреек — более чем в 40 раз; изготовленных гимнастёрок и брюк хватило бы на 90 дивизий. Текстильная промышленность выработала за годы войны 143 млн м специальных тканей, в том числе 7 млн м брезента, 21 млн м специальной бязи, 35 тысяч тонн корда, десятки тысяч метров бельтинга. Фабрика «Красный Перекоп» выпускала военные палатки, материалы для противохимических костюмов. Ярославская кордная фабрика — корд для Шинного завода. Местная промышленность изготовила десятки тысяч предметов обозно-вещевого имущества, кроме того, она производила также почти все товары первой необходимости для населения области. В 2 раза увеличилось производство на предприятиях промысловой кооперации — было произведено 21,1 млн единиц вещевого имущества.:202-206:25:133—134
Важнейшую роль играли лесозаготовительная и деревообрабатывающая промышленности: производство круглого леса, фанерного сырья, пиловочника, шпальника, спичечного сырья, крепёжного леса; катков, лыж, саней, деталей для сельскохозяйственных инструментов и пр. Было заготовлено неисчислимое количество дров для отопления Москвы, железных дорог, ТЭС, различных предприятий, а также на внутренние нужды области — отопление большинства зданий, работу тракторов и автомашин на берёзовой чурке. На дровозаготовки проходили мобилизации. В транспортировке леса активно использовались рационализированные дороги.:130-132:25:182
Активно развивалась торфяная промышленность. К 1941 году в Ярославской области было 700 торфяных болот общей площадью 248,1 тысячи гектар и объёмом торфяной залежи 6 млрд м3. Работало более 20 торфопредприятий, наиболее крупными из которых были Вареговское, Ляпинское и Бередеевское. В годы войны производились мобилизации на торфозаготовки — по 10—12 тысяч человек ежегодно; общее количество работников в отрасли составляло около 13,5 тысячи человек. Добыча торфа составляла: 1942 год — 1,2 млн т, 1943 год — 1,5 млн т, 1944 год — 1,2-1,6 млн т, 1945 год — 4,8 млн т. В 1940 году началась заготовка прудового гудрона, который использовался как технологическое топливо: 1941 год — 15,7 тысячи т, 1942 год — 21 тысяча т, 1943 год — 42,6 тысячи т, первое полугодие 1944 года — 26,1 тысячи т.:280-282
Пищевая промышленность поставляла в армию концентраты, сухие овощи, консервы, сухари, мясные изделия и молочные продукты.:134 Ярославский ликёро-водочный завод помимо обычной продукции выпускал «коктейль Молотова».
Для производства новой продукции требовалось новое оборудование, но связи с его производителями с началом войны были нарушены, предприятия области были вынуждены сами начать его производство. Всего за первые два года войны металлообрабатывающая промышленность изготовила 700 единиц нового оборудования, в том числе Ярославский автозавод — 350. Сотни старых станков были модернизированы, возвращались в строй устаревшие станки. В связи с тем, что значительно сократилось поступление в область сырья, промышленность была вынуждена ввести меры жёсткой экономии и перейти на местные возможности. Например, Первомайский фарфоровый завод стал делать посуду из местной низкокачественной глины; охру для лакокрасочной промышленности добывали в районе Туношны, Карабихи и Петровска (всего — 2,9 тысячи тонн); для получения каучука для резинотехнического производства в 1943 году было высажено тысяча гектар кок-сагыза; Ярославская махорочная фабрика, один из главных поставщиков армии, перешла на махорку, выращенную в Некрасовском и Любимском районах области. Всего во всех отраслях было использовано 18 тысяч тонн местного сырья вместо ввозимого ранее. В качестве сырья стало использоваться и то, что раньше считалось отходами производства. Предприятия хозяйственное мыло изготавливали из смолы соснового пня и древесной золы, спички делали из тонкой дранки, обувь — на деревянной подошве; мастерские реставрировали лампочки и посуду. Народ самостоятельно занимался гончарным производством, плетением лаптей, изготовлением домотканой одежды, выпариванием соли. Активно распространялся поточный метод организации производства, ритмичная работа, увеличилось количество рационализаторских предложений, распространилось изобретательство.:202—206, 218:25, 28:112—120, 125, 223—224
В связи с уходом наиболее трудоспособного населения на фронт с первых дней войны стала ощущаться нехватка кадров. Рабочий график был продлён и составил 10—12 часов в день, были введены обязательные сверхурочные и отменены выходные и отпуска. За станки вернулись пенсионеры и пришли подростки — по состоянию на январь 1945 года, даже в машиностроении лишь 35,2 % рабочих имели довоенный стаж, 57,5 % работающих составляли женщины (в целом в крупной промышленности на 1 апреля 1945 года — 72,7 % против 54,2 % на 1 июля 1938 года); также число рабочих полнилось за счёт торговцев и служащих. Помимо обучения в школах фабрично-заводского обучения и ремесленных училищах повсеместно работали краткосрочные курсы для освоения рабочих специальностей, распространилась практика обучения на рабочих местах.:23, 25:20:106—111
Помимо населения в Ярославскую область были эвакуированы предприятия: ленинградские заводы «Красный парус», «Красный водник», «Красный Треугольник», Завод металлических школьных принадлежностей имени Л. Б. Красина «Союз», Завод точных технических камней № 1 (на его базе образовался Угличский часовой завод) и др.:93:72 Кроме этого, в Ярославскую область были переданы планы по производству оборонной продукции с некоторых заводов с оккупированных территорий.:93
Несмотря на все трудности, за 1940—1944 годы годовой объём промышленного производства вырос на 12,2 %; некоторые предприятия увеличили выпуск продукции в 2—3 раза.:23 Продукция нефтеперерабатывающей промышленности за 1942—1944 годы увеличилась на 46,5 %, химической — на 24,9 %, металлообрабатывающей — на 26,9 %. Успехи в значительной мере были связаны с развернувшимся массовым соревнованием на всех предприятиях, основанном на патриотизме большинства работников. Предприятия области более 135 раз были отмечены по итогам Всесоюзного социалистического соревнования, в том числе 5 раз награждались знамёнами ГКО и ЦК ВКП(б), 24 раза — переходящими знамёнами наркоматов, ВЦСПС, ЦК профсоюзов. 455 работников награждены орденами и медалями, в том числе высшей наградой — орденом Ленина. Рыбинский завод полиграфических машин был награждён орденами Ленина (1945) и Трудового Красного Знамени (1942), ярославские Судостроительный и Электромашиностроительный заводы — орденом Отечественной войны I степени.:202-206:121—129, 132—136

### Сельское хозяйство
На селе нехватка людей, в том числе руководящих кадров и специалистов, была ещё больше, чем в городе, так как помимо мобилизации (а 80 % призывников были из сельской местности), часть населения была переведена в промышленность, на торфо- и лесоразработки, строительство оборонительных сооружений, полевых аэродромов, ремонт дорог. Количество мужчин в колхозах уменьшилось более чем вдвое. Решающей силой в колхозах стали женщины — их доля увеличилась от 52 % в 1939 году до 71 % в 1943 году. В основном они пополняли, проходя обучение на курсах, кадры механизаторов (всего за годы войны был обучен 18 581 механизатор) и управленцев. Чтобы облегчить семейные обязанности женщин, во многих учреждениях создавались детские ясли и площадки. На колхозную работу возвратились старики. На сельскохозяйственные работы направлялись горожане, так, в 1943 году ими было выработано 17 % всех трудодней на полевых работах. Велось сельскохозяйственное обучение всех учащихся: 5—7 классы — агроминимум и зооминимум (кроме Ярославля, Рыбинска и Костромы), 8—10 классы — на машинистов сельскохозяйственных машин. Летом 1941 года в колхозах трудилось 63 тысячи школьников 7—10 классов, летом 1942 года — 125 тысяч, летом 1943 года — 79—85 тысяч, летом 1944 года — 48 тысяч; для них был установлен обязательный минимум в 50 трудодней.:142—144, 244—252:144—150 Специалистов для сельского хозяйства готовили в 32 районных колхозных школах, 10 сельскохозяйственных техникумах, 3 школах механизации, а также в сети курсов и кружков. За годы войны было подготовлено 15 тысяч бригадиров-полеводов, более 5,5 тысячи председателей колхозов, более 3 тысяч счетоводов, более 2 тысяч заведующих животноводческими фермами.:244—252
В связи с захватом важных сельскохозяйственных районов перед растениеводством Ярославской области была поставлена задача увеличить урожаи в 2 раза. Эта цель достигалась расширением посевных площадей и повышением урожайности. Для достижения последнего в области велась селекционная работа с основными культурами: функционировала Ярославская государственная селекционная станция, семеноводческими хозяйствами проводилась апробация сортовых посевов, так в 1943 году удельный вес по зерновым культурам достигал 57—95 %, по озимой ржи — 95,4 %, по овсу — 56,8 %, по льну — 100 %. Из культур важнейшее значение имели картофель (широко распространилась практика использования в качестве посадочного материала только верхушек клубней), лук (важнейший источник витаминов, главный вкусовой овощ), лён (урожай и урожайность по годам: 1940 — 68 тысяч га, 2,7 ц/га; 1941 — 66 тысяч га, 2,4 ц/га; 1942 — 72,9 тысячи га, 3,5 ц/га, в этом году по посевным площадям льна область была на третьем месте в стране; 1943 — 69,7 тысячи га, 3,1 ц/га; 1944 — 68 тысяч га, 3 ц/га) и табак (посевные площади по годам: до 1942 года — не более 700 га, 1942—2400 га, 1943 — около 3 тысяч га; в 1942 году область заготовила 1,4 тысячи тонн махорочного сырья, что в 3 раза больше, чем в предыдущем году).:215—218
Обязательный минимум трудодней к середине войны вырос в 4 раза по сравнению с довоенным. Средняя выработка на одного колхозника выросла с 294 трудодней в 1940 году до почти 400 трудодней в конце войны (в 1943 году — 392; в 1944 году — 376: 417 мужчины и 368 женщины) — по этому показателю регион конкурировал только с Ивановской областью. Не выработавшие без уважительных причин обязательного минимума отдавались под суд и исключались из колхоза с лишением всех прав; в 1944 году таких было 2,2 тысячи человек (1,1 % работавших) — в несколько раз меньше, чем до войны.:244—252:28:138, 158 Были повышены нормы сдачи сельскохозяйственной продукции государству, вдвое увеличен сельскохозяйственный налог.:244—252
Из деревни в армию были переведены (по разным сведениям) 46—50 тысяч лошадей (почти половина поголовья; 1 января 1941 года их было 83,3 тысячи, а 1 января 1945 года — 60,2 тысячи), 230 тракторов (в 1945 году в колхозах остался только 61 трактор) и 4/5 всех автомобилей (к 1944 году от имевшихся в колхозах в 1940 году 208 машин осталось только 3; область в целом направила в армию 247 легковых и 3478 грузовых автомобилей); новая техника и запчасти к старой в годы войны на село практически не поступали. Часть машинно-тракторных станций использовалась для ремонта военной техники. Резко уменьшилось поступление удобрений, горючего и смазочных материалов.:244—252:28:138—140, 151
В начале войны в Ярославскую область были эвакуированы сельскохозяйственные животные, в основном из Смоленской и Калининской областей. Эвакуация осуществлялась либо гоном в 600—700 км по обледенелой земле под открытым небом, часто с перебоями в кормлении, либо железной дорогой, в основном в переполненных вагонах с недостаточным водопоем. В связи с этим, несмотря на организованные в области ветеринарно-смотровые пункты и нормальные условия содержания, первое время по прибытии наблюдались значительный падёж, недостатки в весе, различные заболевания; в связи с этим часть скота была сразу отдана на убой. В 1943 году началась реэвакуация скота: в Смоленскую область было возвращено 16 тысяч голов скота (в том числе 9,5—9,7 тысячи голов крупного рогатого скота, 5—5,2 тысячи овец, 1,5 тысячи лошадей), в Калининскую область — более 33 тысяч голов скота (в том числе 17—17,2 тысячи голов крупного рогатого скота, 13—13,2 тысяч овец, 3,4—3,5 тысячи лошадей).:339—342
В годы войны крестьянами было подхвачено много «починов»: различные соцсоревнования, перевыполнение планов, запашка гектаров обороны и помощи освобождённым районам (к концу войны их количество достигло 10 тысяч), борьба с потерями урожая, областной фонд помощи семьям военнослужащих, торговля в городах «излишками» по довоенным ценам.:244—252
В 1941—1942 годах колхозы и совхозы работали в основном успешно, большинство выполняло обязательство перед государством. Отчасти рабочая сила пополнялась за счёт эвакуированных — почти 120 тысяч из них было направлено в сельское хозяйство. Посевные площади увеличились. Урожайность хотя и существенно снизилась, но тем не менее была значительно выше средней по РСФСР. В 1942 году область впервые со времени своего создания выполнила план хлебозаготовок. Возросло количество скота в колхозах. Среднегодовой удой увеличился на 169 литров на одну корову. Сверх плана было сдано 1744 тонны мяса.:244—252:138, 149
Самыми тяжёлыми для деревни стали 1943—1944 годы. Увеличение потребностей фронта и начавшаяся реэвакуация вызвали ещё большее сокращение трудовых ресурсов и поголовья рабочих лошадей. Имевшаяся техника была до предела изношена, а запчасти практически не поставлялись. К 1944 году по сравнению с 1940 годом число сложных молотилок сократилось с 520 до 499, простых молотилок — с 4016 до 3233, зерновых сеялок — с 4033 до 2353, льняных сеялок — с 422 до 201, жаток — с 3068 до 1849, веялок — с 12 858 до 6110, сенокосилок — с 5728 до 3720. В эти годы важную роль сыграла шефская помощь промышленности. Десятки предприятий подключились к производству деталей; только за 1943 год их было изготовлено на сумму более 1 млн рублей (по другому источнику, за годы войны было изготовлено 8 млн запчастей). Из городов в МТС посылались ремонтники, инструмент и оборудование. На уборку урожая из города присылался транспорт. В качестве гужевого транспорта использовались быки и яловые коровы, к концу войны их число в этой роли составляло около 20 тысяч голов. Раздой коров осуществлялся преимущественно на грубых и сочных кормах. Телята выращивались при уменьшенных количествах молока и кормов, ягнята и поросята вскармливались сосновой хвоей. В связи с засухой в Поволжье, Западном Казахстане и на Северном Кавказе в 1943 году области было дано максимальное задание за всю войну — сдать государству 3 млн пудов хлеба. Средний урожай в области в 1943 году составил 11,8 ц/га зерновых, 3,1 ц/га льносемени и льноволокна, 122 ц/га картофеля, 127 ц/га овощей. В уборочной кампании было задействовано около 100 тысяч мобилизованных горожан, школьников, нетрудоспособных. Ярославская область сдала государству 3,5 млн пудов хлеба и 2,2 млн пудов картофеля, не считая отчислений в Фонд обороны и Красной Армии (по другому источнику — 3 млн и 1,8 млн соответственно). Было увеличено поголовье скота (план 1943 года по крупному рогатому скоту был выполнен на 107,2 %, по свиньям — на 109,8 %, по овцам — на 102,1 %), удои молока снизились только незначительно. Десятки хозяйств показывали результаты высокие даже для мирного времени, особенно в животноводстве — Ярославская область прочно была среди лидеров по плодородности скота и надоям молока на фуражную корову, что в значительной степени объяснялось высокой породностью скота (к концу войны практически все животные были породными). Своими результатами на всю страну прославилась молочная ферма заведующей П. А. Малининой из Костромского района. Ярославская область заняла третье место во Всесоюзном соревновании 1942 и 1943 годов и взяла знамя Наркомзема СССР и ВЦСПС за подъём животноводства. За активное участие комсомольцев и другой молодёжи в проведении сельскохозяйственных работ в 1942 и 1943 годах ЦК ВЛКСМ присудил ярославской комсомольской организации переходящее красное знамя. По итогам Всесоюзного соревнования 1943 года СНК СССР отметил хорошую работу Ярославской области по полеводству. Опыт ярославцев нередко ставился в пример.:86—88, 244—252:139, 151—162
В 1944—1945 годах накапливавшиеся с начала войны трудности проявились в полной мере. С конца 1943 по июль 1944 года из сельского хозяйства выбыло более 65 тысяч человек: продолжалась мобилизация на фронт, в промышленность (в 1944 году на производство ушло более 26 тысяч человек, подростки поступали в города на рабочее обучение) и строительство, увеличился отъезд эвакуированных; по сравнению с 1940 годом количество занятых в сельском хозяйстве к 1944 году сократилось на 32,3 %. Помогая освобождённым регионам, область лишилась значительной части остававшейся техники и лошадей. Резко ухудшилась агротехника: во многих хозяйствах произошло возвращение к устаревшим разбросному севу, ручной обработке почвы, мелкой пахоте. Зимой и весной 1944 года была неблагоприятная погода, что отрицательно сказалось на состоянии озимых. Крайне высокой была сменяемость руководителей хозяйств. В 1944 году силами самой деревни, при помощи промышленных предприятий, началась её электрификация путём строительства малых электростанций; к 1945 году было электрифицировано 78 колхозов и 5 МТС.:144, 168
По сравнению с 1940 годом к концу войны государственные поставки, при незначительно возросших валовых сборах, выросли по хлебу на 28 %, картофелю — на 6,6 %, овощам — на 55,8 %; посевные площади увеличились за это время на 27,5 тысячи га. Поголовье крупного рогатого скота возросло на 15 %, свиней — на 25 %, овец и коз — на 32 %; при этом заготовки, к примеру, мяса выросли на 38,9 %. Изменение численности поголовья скота за годы войны:
|                                                                     | КРС           | свиньи      | овцы          | птицы       | лошади      | козы        |
| ------------------------------------------------------------------- | ------------- | ----------- | ------------- | ----------- | ----------- | ----------- |
| Животноводческие фермы в колхозах на 1.1.1945 (и на 1942)           | 2167 (3506)   | 1905 (2505) | 2167 (3309)   | 1891 (2788) | 326 (87)    |             |
| Поголовье скота в колхозах на 1.1.1945 (и на 1.1.1941), тысяч голов | 181,6 (137,2) | 46,3 (36,4) | 200 (165,9)   |             | 53,2 (70,3) |             |
| Личный скот на 1.1.1944 (и на 1.1.1941), тысяч голов                | 137 (118,5)   | 7 (29,8)    | 230,3 (283,5) |             |             | 49,7 (21,1) |
| Всего на 1.1.1945 (и на 1.1.1941), тысяч голов                      | 376,4 (275,6) | 72,4 (59,3) | 448,0 (451,1) |             |             |             |

 Всего за годы войны колхозы области поставили, помимо прочего, 35 миллионов пудов картофеля, 22 миллиона пудов зерна, 9,6 миллиона пудов овощей, 2,2 миллиона пудов мяса, 15 миллионов литров молока, 382 тысячи пудов шерсти, 3 миллиона пудов льноволокна и льносемян, 9 миллионов пудов сена, 36,5 млн штук яиц, около 100 тысяч голов скота было направлено в освобождённые районы. Ярославская область, ранее ввозившая более половины потребляемого продовольствия, в 1943—1945 годах сама обеспечивала себя всеми продуктами питания. За успехи в годы войны и выполнение заданий фронта 424 работника сельского хозяйства области были награждены орденами и медалями, в том числе 25 колхозников высшей наградой — орденом Ленина. Однако трудности накапливались, деревня держалась из последних сил.:86—88, 244—252:28:162, 167—169

### Транспорт
Ярославская железная дорога включала 6 отделений, около 140 станций, около 1,9 тысячи км пути, более 46 тысяч сотрудников. За годы войны она погрузила, разгрузила, обработала и пропустила транзитом более 6 млн (по другому источнику — более 5,5 млн) вагонов с грузами. В 1943 году план перевозок был перевыполнен на 145 %, в 1944 году — на 185 %. Дорога дважды получала переходящее красное знамя НКПС и ВЦСПС, один раз — ГКО; многие работники были награждены орденами и медалями.:343—345
Важную роль играл и автомобильный транспорт. К началу войны протяжённость автомобильных дорог в Ярославской области составляла около 13 тысяч км, в том числе республиканского значения — около 1 тысячи км; в конце войны (после выделения Костромской области) в Ярославской области было 6,2 тысячи км дорог, в том числе 0,5 тысячи км дорог республиканского значения. Дороги республиканского значения имели в основном булыжное покрытие, дорогие местного значения были грунтовыми. Важнейшие трассы: Вологда — Ярославль — Ростов — Переславль-Залесский — Москва, Ростов — Борисоглеб — Углич, Ярославль — Кострома, Ярославль — Тутаев — Рыбинск, Углич — Рыбинск — Пошехонье-Володарск — Череповец, Ростов — Иваново. За годы войны состояние дорожно-мостового хозяйства области сильно ухудшилось.:79—82
Ярославские речники отправили до 1200 военных транспортов и боевых катеров; в том числе они участвовали в снабжении оборонявшегося Сталинграда и вывозе из него раненых. Ярославские автоколонны участвовали в эвакуации Москвы, снабжении Калининского фронта и блокадного Ленинграда.:128—129 В Ярославле продолжал работу городской трамвай, помимо перевозки горожан задействованный в транспортировке грузов (продовольствия, торфа и др.), эвакуированных и раненых.:283—284:102—104

### Помощь фронту и освобождённым регионам

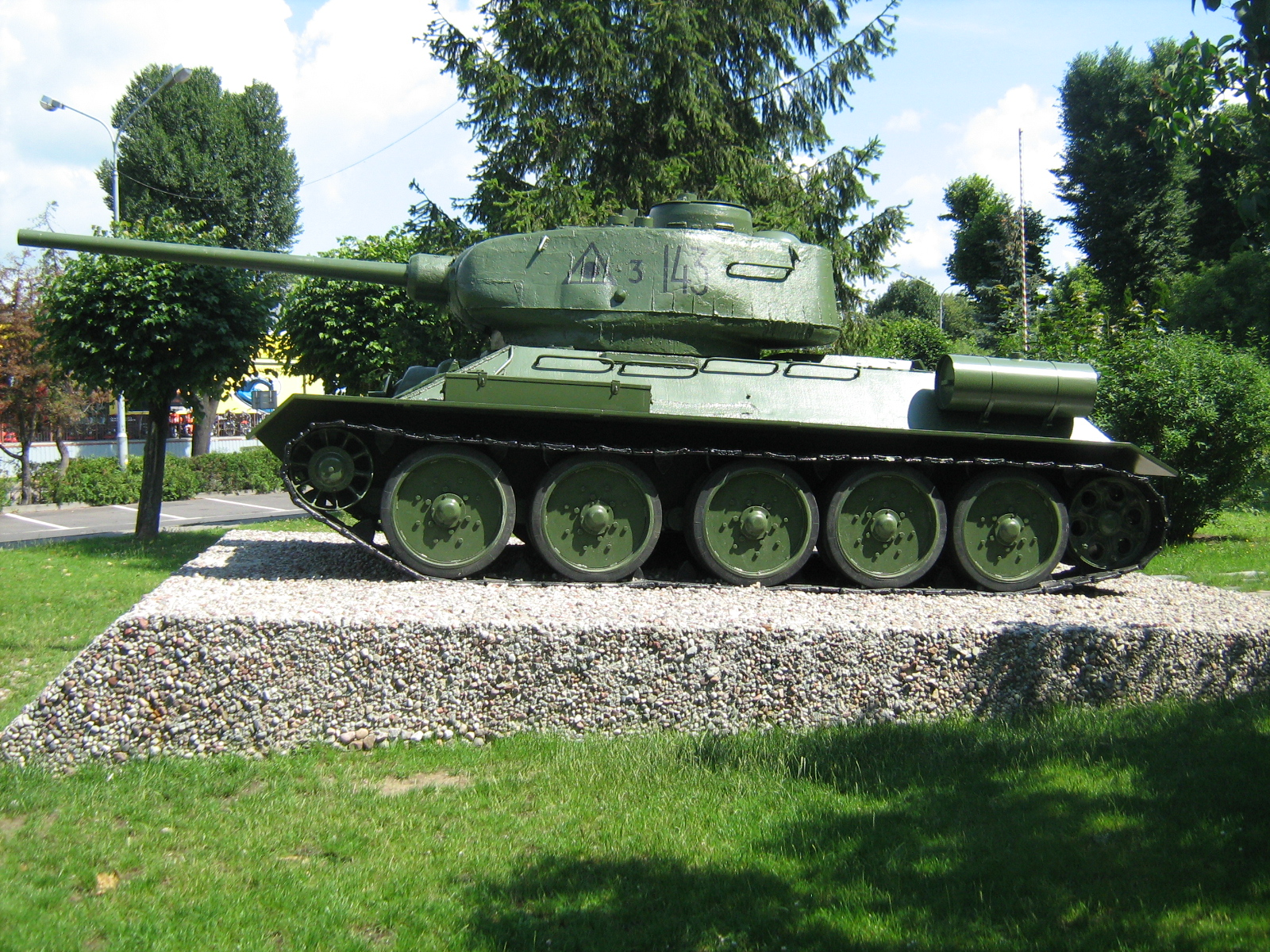
Танк «Колхозник Переславщины», построенный на личные сбережения жителей Переславского района

Для оказания помощи армии, населению пострадавших районов, семьям фронтовиков в СССР был создан Фонд обороны. Он формировался за счёт добровольного сбора среди населения денежных средств, вещей, продуктов питания, отчислений от многочисленных субботников и воскресников, отказа коопераций от дивидендов с прибылей и др. За годы войны население области внесло в Фонд обороны более 70 млн рублей. В хозяйствах области в Фонд обороны было распахано более 10 тысяч гектар земли, продукция с которых шла на фронт сверх плана. На строительство конкретной боевой техники было внесено 146,2 млн рублей деньгами и 38,9 млн рублей облигациями госзаймов, передано 4 г платины, 3,4 кг золота, 5,1 кг серебра и драгоценных изделий на 21,7 тысячи рублей. На эти средства были построены авиаэскадрильи «Ярославский комсомолец» и «Ярославец», танковые колонны «Ярославский колхозник» и «Иван Сусанин», подводная лодка «Ярославский комсомолец», 54-й отдельный дивизион бронепоездов и несколько других бронепоездов, звено истребителей «Ярославский пионер», батарея дальнобойных орудий «Юный ярославец», вооружён взвод автоматчиков и другое. В холодную зиму 1941—1942 годов в Красную Армию были отправлены 16,8 тысячи полушубков, 12,4 тысячи меховых жилетов, 50,6 тысячи пар валенок, 43,9 тысячи ушанок, 13,9 тысячи ватных курток и фуфаек, 13,1 тысячи шаровар, 19,9 тысячи свитеров и джемперов, 56,1 тысячи пар нательного белья, 178,3 тысячи пар меховых рукавиц и тёплых носков, множество постельного белья, портянок и полотенец — всего 609,7 тысячи вещей.:301—303:29:172—186
Помимо плановых поставок государству и армии село дополнительно снабжало продовольствием эвакуационные госпиталя, детские дома, освобождённые районы. Были обычны добровольные поставки, особенно в блокадный, а затем и освобождённый Ленинград, куда за все годы было отправлено 144 тысячи тонн продуктов. Колхозы оказывали большую помощь восстанавливавшемуся после оккупации сельскому хозяйству других регионов: всего в освобождённые районы область передала 100 тысяч голов продуктивного скота, 5,1 тысячи лошадей и сельскохозяйственный инструмент; в 1943—1944 годах туда было отправлено 557 тракторов, 294 комбайна и около 3 тысяч лошадей. Промышленные предприятия отправляли в освобождённые районы оборудование, инструмент, материалы, предметы домашнего обихода. Больше всего Ярославская область оказывала помощь Калининской (скот, деньги, одежда, предметы домашнего обихода) и Смоленской областям (районы Ярославской области установили шефство над районами Смоленской области, оказывая им всестороннюю помощь в восстановлении быта, промышленности, сельского хозяйства и культуры), Донбассу (два эшелона с промышленным оборудованием и материалами; также заводы Ярославля соорудили для региона энергопоезд мощностью 1400 кВт) и Белоруссии (три эшелона с промышленным оборудованием и материалами, продукцией сельского хозяйства, одеждой и обувью, предметами быта; позднее скот), а также Краснодарскому и Ставропольскому краям (сельхозтехника), Тульской области и Калмыцкой АССР (древесина).:187—198:28-29:193—195, 201—211
Свыше 5—7 тысяч человек за годы войны по мобилизации или добровольно были направлены на постоянную работу в восстанавливающиеся Великолукскую, Курскую, Псковскую, Ростовскую, Смоленскую и Сталинградскую области. Проводились и сезонные мобилизации: зимой в Московскую область на лесозаготовки, летом в Подмосковный угольный бассейн на строительство шахт, в Ленинградскую область на торфоразработки и на Кубань помогать в полевых работах.:189:29

## Повседневная жизнь и быт

### Различные аспекты
С первых дней войны были удвоены подоходный и сельскохозяйственный налоги; в конце 1941 года был введён особый военный налог. С весны 1942 года деньги за сверхурочные работы и работу в выходные дни начислялись на замороженные счета. Не производились выплаты и с довоенных счетов. Ещё одной формой налогообложения стали появившиеся весной 1942 года военные займы, проводившиеся около одного раза в год.:244—252 Трудящиеся области за годы войны «дали в долг» государству по займам 762,4 млн рублей и по денежно-вещевым лотереям — 174 млн рублей.:171—172
В августе — ноябре 1941 года в городах и рабочих посёлках была введена карточная система в распределении товаров. Основным продуктом питания стал хлеб. Нормы, не менявшиеся на протяжении войны, были низкими, и выдаваемых продуктов не хватало. Без всяких ограничений работали рынки, однако цены на них были очень высокими. Наступили полуголодные времена; особенно тяжёлая ситуация была в апреле — мае 1942 года. Однако критических проблем с питанием в Ярославской области не было, так как получили распространение подсобные хозяйства предприятий, организаций, учреждений, коллективные и индивидуальные огороды граждан; важную роль сыграла общая развитость сельского хозяйства области, давшего подсобным хозяйствам достаточное количество семенного материала. Общая площадь подсобных хозяйств предприятий, организаций и учреждений за 1942—1944 годы выросла в 6 раз и составила 23 тысячи гектар, всего их было создано 1217; возделывались зерновые, овощи, картофель, выращивался крупный рогатый скот, лошади, свиньи, овцы, птицы. Выделение свободных земель под индивидуальные и коллективные огороды увеличило сборы картофеля в 3 раза, а овощей — в 2,5 раза; поголовье личных коров выросло на четверть; так, в 1942 году огороды имели 146 тысяч семей, было засеяно 4,5 тысячи гектар земли, в 1944 году огороды имели уже свыше 241 тысячи семей, было засеяно 11,5 тысячи гектар земли, собрано 109 тысяч тонн картофеля и почти 37 тысяч тонн овощей. В Ярославле, Рыбинске и Костроме была расширена сеть закрытых столовых: в начале 1945 года в Ярославле в них питались 123 тысячи человек, в Рыбинске — 67,3 тысячи.:105—107, 184—186:28:130—131:214—215
В годы войны в области, как и в целом по стране, ухудшилась криминогенная обстановка: на совершение преступлений население подталкивало бедственное положение, кроме того, у преступников стало гораздо больше оружия, а милиция ослабла как количественно, так и качественно. Повсеместное распространение получили хищения и спекуляция.
В связи с притоком беженцев и эвакуированных и прекращением (возобновилось в 1944 году) строительства новых домов обострилась жилищная проблема в городах. Существующие жилые помещения «уплотнялись» до 4 м2 на человека, строились бараки, люди жили в общественных зданиях и других малоприспособленных для этого помещениях. Изношенность жилого фонда в 1944 году составляла 35 %.:112—115:130
Электричество в жилые дома подавали по графику. Температура поддерживалась на уровне от 10 °C в производственных и торговых помещениях до 16 °C в жилых домах.:274-276:130 Сократилось количество работающих коммунальных бань (в начале войны активно работали с эвакуированными), парикмахерских, прачечных. Продолжала развиваться водопроводная сеть: к началу войны водопровод имелся в Ярославле, Рыбинске, Ростове и Переславле-Залесском, к 1944 году он также появился в Угличе и Данилове; отпуск воды за 1940—1944 годы увеличился на 37,6 %. Канализация в начале войны имелась только в Ярославле, за её годы она появилась в Рыбинске; очистку городов от нечистот осуществляли в основном ассенизационные обозы.:112—115
Несмотря на сокращение в начале войны числа гражданских учреждений здравоохранения (больниц — с 45 до 41, роддомов — с 15 до 12, городских амбулаторий — с 57 до 56, туберкулёзных диспансеров — с 4 до 3; общая вместимость уменьшилась на 600 коек) и числа медицинских кадров, особенно врачей, медицинское обслуживание населения продолжалось. Уже в 1943 году сеть учреждений была восстановлена и даже расширена: на многих предприятиях были вновь созданы поликлиники и амбулатории, возросло число врачебных участков и фельдшерско-акушерских пунктов в сельской местности, было открыто 8 межрайонных больниц.:94—99:216—218
Большое количество раненых и эвакуированных, то есть перегруженность медицинских учреждений и скученность в жилищах, создавали сложную эпидемиологическую ситуацию. Кроме того, из-за нехватки дров зачастую не работали бани, были проблемы с очисткой городов от мусора и нечистот. Особенно тяжёлая в этом плане ситуация была в 1942 году. За первый год войны заболеваемость брюшным тифом выросла в 3—3,4 раза. С ноября 1941 по ноябрь 1942 года в 10 раз выросла заболеваемость сыпным тифом, смертность среди заболевших составила 9,6 %. Произошло несколько вспышек тифа — не только у приезжих, но и у жителей области. Однако, благодаря строгой противоэпидемической работе, массовых заболеваний удалось избежать. К 1943 году стало на 50 % больше санитарно-эпидемиологических учреждений, в них работало на 75 % больше врачей. К концу войны, по сравнению с её начальным периодом, заболеваемость снизилась по сыпному тифу в 4,5 раза, по скарлатине — в 4 раза, по малярии — в 2 раза, по дифтерии — в 1,5 раза.:94—99:36:216—218
К 1941 году в Ярославской области имелось 350 детских садов; в связи с занятостью женщин в годы войны их сеть расширилась. За годы войны на круглосуточное содержание в детские сады и ясли было определено 102,1 тысячи детей военнослужащих, патронировано 2,5 тысячи детей-сирот, бесплатным питанием в столовых обеспечено 88,2 тысячи несовершеннолетних. В начале 1942 года стали появляться детские площадки, в которых дошкольники и младшие школьники находились под присмотром в летнее время; в 1942 году их посещало 31,1 тысячи детей, в 1944 году — 28,4 тысячи. В 1942 году в Ярославской области работало 19 пионерских лагерей, в которых находилось 11,3 тысячи детей.:74—76, 183:38:186—187

### Народное образование
В 1939 году в СССР было введено всеобщее обучение: в городах работали 10-летние средние школы, в сёлах — 7-летние неполные средние школы. В зданиях полторы сотни школ Ярославской области в начале войны были размещены детские дома, интернаты, госпитали, военные части; школы были переведены во временные, зачастую не приспособленные помещения; обучение велось при нехватке материалов, в 3, а то и 4 смены. Количество школ, особенно средних, и учителей сократилось. Число школьников также значительно уменьшилось, так как они переезжали вместе с родителями в другие регионы, были заняты в домашнем хозяйстве (в частности, в качестве нянь), школьники 5—10 классов уходили на профессиональное обучение и на работу, юноши 9—10 классов призывались в армию, некоторые не могли посещать школу из-за отсутствия одежды и обуви; так, за 1941/1942 учебный год в Ярославле количество учащихся сократилось с 30,5 до 19 тысяч. С началом войны в учебный план были включены допризывная военная подготовка и основы сельского хозяйства; при преподавании общеобразовательных предметов делался акцент на военно-патриотическом воспитании и на основах знаний и навыков, актуальных в военное время. В летний сезон школьники были активно задействованы в сельскохозяйственных работах в соответствии с их возрастом и уровнем подготовки. Также они работали на торфоразработках и лесозаготовках, в строительстве и промышленности; собирали средства в фонд обороны, металлолом, лекарственные растения, грибы и ягоды, помогали в госпиталях, было распространено тимуровское движение. При школах имелись учебные мастерские и подсобные хозяйства, продукция которых шла на нужды школ и учащихся. Активно участвовавшие в трудовой деятельности школьники чувствовали себя частью борющегося народа. С 1943 года началось возвращение зданий школам, с 1944 года школьная сеть стала восстанавливаться: было открыто 12 новых средних школ и одна неполная средняя школа; проводились спортивные соревнования, открывались кружки, увеличивалось количество оздоровительных лагерей и др. детских учреждений. Количество школ: сентябрь 1942 года — 2098, май 1943 года — 2102, январь 1944 года — 2174, октябрь 1944 года — 1410, январь 1945 года — 1410, май 1945 года — 1411—1414. Число учителей: май 1942 года — 10,4 тысячи человек, май 1945 года — 7 тысяч человек. Число учащихся: май 1942 года — 211,8 тысячи человек, сентябрь 1942 года — 273,8 тысячи человек, май 1943 года — 226 тысяч человек, январь 1944 года — 187,9 тысячи человек, октябрь 1944 года — 198 тысяч человек, январь 1945 года — 187,7 тысячи человек, май 1945 года — 173,2 тысячи человек. За годы войны в области 221 тысяча человек получила школьное образование.:94—99, 150—157:38—39:213—216
В 1943/1944 году стали открываться вечерние школы рабочей молодёжи, в которых обучение по программам средних и неполных средних школ велось без отрыва от производства: в первый год было создано 47 таких школ (17 в городах, 30 на селе); количество учащихся: 1943/1944 год — 1,9 тысячи человек, 1944/1945 год — 2,5 тысячи человек. В 1944/1945 учебном году появились школы сельской молодёжи, в которых обучение велось без отрыва от сельскохозяйственных работ; в первый год в 39 таких школах обучалось 785 человек.:327—329
Начальное профессиональное образование давали школы фабрично-заводского обучения (срок обучения — полгода), ремесленные училища (срок обучения — 2—3 года) и другие учреждения. Школы фабрично-заводского обучения: № 1 при заводе № 36 в Рыбинске, № 5 при Ярославском облстройтресте, № 6 при Урочском вагоноремонтном заводе в Ярославле, № 8 при Рыбинской судоверфи имени Володарского, № 9 при Ярославском паровозоремонтном заводе, № 12 при фабрике «Красный Перекоп», № 15 при льнокомбинате «Заря социализма», № 16 при льнокомбинате «Тульма» в Тутаеве, № 19 при фабрике «Красный перевал» в Ярославле, № 23 при заводе № 50 в Ярославле, № 30 при заводе «Резинотехника» в Ярославле; всего более 20. В разные годы в школах ФЗО обучалось от 2 до 5 тысяч человек. Ремесленные училища: № 1 при заводе № 36, № 2 при Ярославском автомобильном заводе, № 3 в Ярославле, № 4 при заводе № 765 в Рыбинске, № 5 при Рыбинском заводе полиграфических машин, № 6 в Костроме, № 7 при «Ярэнерго», № 8 при Ярославском тормозном заводе, № 9 при Константиновском нефтеперерабатывающем заводе, № 10 при Даниловском ремонтном заводе, № 11—13 при заводе № 36, № 14 при Рыбинской судоверфи имени Володарского, № 15 при Костромском льнокомбинате, № 16 при льнокомбинате «Заря социализма» в Гаврилов-Яме. Железнодорожные училища: № 1 при Ярославском паровозоремонтном заводе, № 2 при станции Буй, № 3 при Управлении Ярославской железной дороги в Ярославле, № 4 при Управлении Северной железной дороги в Данилове. За годы войны в промышленность было выпущено ремесленными училищами 37 тысяч рабочих; ежегодно в них обучалось от 7 до 10 тысяч человек. Гуманитарное образование давали педагогические училища в Данилове, Ростове, Рыбинске, Чёбакове, Угличе, Ярославле, Пошехонье-Володарске, Галиче и Солигаличе, Рыбинское дошкольное педагогическое училище; музыкальное и художественное училища в Ярославле, 13 (без Костромской области — 7) средних медицинских школ.:94—99, 290—291, 329—330
Среднее профессиональное образование давали следующие техникумы: машиностроение — Рыбинский авиационный техникум, Рыбинский машиностроительный техникум, Ярославский автомеханический техникум; химическая промышленность — Ярославский техникум резиновой промышленности, Ярославский химико-механический техникум; лесозаготовительная промышленность — Рыбинский лесной техникум; лёгкая промышленность — Ярославский обувной техникум, Ярославский текстильный техникум; пищевая промышленность — крахмало-паточный техникум в Некрасовском; Ростовский рыбный техникум; сельское хозяйство — зооветеринарные техникумы в Некрасовском, Ростове, Чёбакове, Великом, Рязанцево, сельскохозяйственные техникумы в Любиме, Мышкине, Ростове, Пошехонье-Володарске, техникум механизации и плодоовощеводства в Ростове; транспорт — Рыбинский речной техникум. На 1 января 1943 года в них обучалось более 4,1 тысячи человек.:276—277
Высшее профессиональное образование продолжили давать Ярославский педагогический институт, филиал Ленинградского института инженеров железнодорожного транспорта и заочный политехнический институт. Рыбинский авиационный институт был эвакуирован в Уфу, где так и остался. В 1943—1944 годы в Ярославле появились 3 новых вуза — Медицинский, Технологический резиновой промышленности и Сельскохозяйственный институты, а также вечерний Институт марксизма-ленинизма; первый был открыт на основе двух эвакуированных из Белоруссии медицинских вузов. В 1944/1945 году высшее образование в области получали 3875 студентов.:351—357, 363, 368—369:39:216

### Культура
В деле общенациональной мобилизации важнейшую роль сыграли агитационно-пропагандистские возможности государства, партии, общественных и самодеятельных организаций. Повсеместно создавались агитпункты и агитколлективы. В области работали около 20 тысяч агитаторов и тысячи самодеятельных активистов. Ими организовывались массовые лекции, беседы, митинги, собрания. За три первые военные месяца в Ярославле было проведено 50 тысяч лекций, бесед и докладов. За всё время войны в областном центре прошло 5738 митингов, 4717 рабочих собраний, которые посетили 730 тысяч человек. В дальнейшем применялись преимущественно индивидуальные и коллективные беседы, совместное прочтение газет на работе и по месту жительства; их проводилось в области более 400 тысяч в год. Важной формой агитации и пропаганды, особенно на селе, стало публичное прочтение писем с фронта. Часто на них составлялись коллективные ответы. За годы войны в ряды Коммунистической партии вступило 28 287 человек.:38:22, 39 В годы войны в Ярославской области около тысячи человек были арестованы за антисоветские преступления; за распространение «пораженческих слухов и антисоветской агитации» было осуждено, по неполным данным, 618 человек. Среди всех этих людей было немало тех, кто всего лишь критически относился к действительности и пропаганде, делал замечания в адрес властей, высказывал отличную от официальной точку зрения.
Несмотря на трудности (нехватка кадров, сокращение числа, уменьшение снабжения), продолжали работу основные виды культурно-просветительских учреждений: клубы и дома культуры, избы-читальни, библиотеки, театры, кинотеатры, музеи. Работа организаций культуры носила яркую военно-патриотическую направленность. Количество домов культуры в области: 1941 год — 22, 1942 год — 20, 1943 год — 32—37, 1944 год — 27—19, 1945 год — 20; дома культуры в 1944 году провели более 2 тысяч лекций и докладов, которые посетили около 29 тысяч человек; при ДК работали 23 агитбригады (дали 436 концертов, которые посетили 15,4 тысячи человек), 23 драматических, 18 хоровых, 16 музыкальных кружков, 3 духовых оркестра, 7 детских хореографических групп; лучшие коллективы были у комбината «Красный Перекоп», клубов «Гигант», «Североход», Ярославского паровозоремонтного завода; было организовано 1870 вечеров художественной самодеятельности, которые посетили 183 тысячи человек. Количество изб-читален: 1943 год — 755, 1944 год — 802, 1945 год — 465; избы-читальни в 1944 году провели 19,3 тысячи лекций и докладов, 26,1 тысячи бесед, выпустили 5,2 тысячи стенгазет, 16 тысяч «боевых» листков, провели 4,1 тысячи вечеров художественной самодеятельности. Работали Ярославская областная библиотека, сети взрослых и детских библиотек; количество библиотек: 1943 год — 252—212, 1944 год — 208—217; заметно повысился интерес к литературе на оборонные темы, к таким книгам, как «Война и мир» Л. Н. Толстого, военные записки Д. В. Давыдова, «Наполеон» Е. В. Тарле, «Чапаев» и «Мятеж» Д. А. Фурманова. Количество музеев: 1943 год — 13—11, 1944 год — 9, 1945 год — 8. Работали Переславский, Пошехоно-Володарский, Ростовский (позднее — Мышкинский), Рыбинский драматический и Рыбинский кукольный, Ярославский областной колхозно-совхозный, Ярославской областной кукольный, Ярославский драматический имени Фёдора Волкова театры (лучшими постановками последнего тогда были пьесы «Фронт» А. Е. Корнейчука, «Русские люди» К. М. Симонова, «Нашествие» Л. М. Леонова). Стационарная киноаппаратура имелась в 9 кинотеатрах — 3 в Ярославле, по 2 в Костроме и Рыбинске, по 1 в Галиче и Ростове; в районах работали кинофикации при райисполкомах с передвижной аппаратурой; проводились месячники кинофильмов — февраль 1942 года — и кинофестивали — конец 1943 — начало 1944 года. Функционировали Переславский, Рыбинский, Угличский и Ярославский областной краеведческие музеи, Ярославский областной музей искусств; важное место занимали исторические экспозиции, посвящённые Смутному времени, Отечественной войне, великим русским полководцам; картины на тему текущей войны; всего за годы войны музеи посетило 253,6 тысячи человек. Ведущую роль в музыкальной жизни области играла Ярославская филармония; в июле 1942 года при ней был образован музыкальный лекторий, в 1943 году — ансамбль русской песни и пляски, в декабре 1944 года — симфонический оркестр, работал театр Петрушки; всего филармония организовала более 5,5 тысячи концертов. С лета 1942 года на фронте выступали 17 бригад, сформированных из работников культуры Ярославской области, за годы войны они дали около 4 тысяч спектаклей и концертов. В области активно действовали творческие коллективы, созданные эвакуированными сюда деятелями искусств Прибалтики (см. «Государственные ансамбли Эстонии») и Белоруссии.:108—109, 122—126, 296—300:39:218—220, 222—223
Мобилизующую роль играли журналисты, писатели, художники. Местные газеты (орган областных властей «Северный рабочий», районные газеты; многотиражные газеты предприятий были закрыты — вместо них предполагалось издавать стенгазеты) и Книжное издательство печатали приходящие с фронта корреспонденции, зарисовки, очерки, рассказы, стихотворения; среди авторов — В. А. Смирнов, М. С. Лисянский, А. А. Кузнецов, А. М. Флягин, В. Н. Дружинин. В тылу журналисты рассказывали о трудовых и фронтовых подвигах конкретных людей. Было издано 4 сборника произведений местных писателей — «Ярославский альманах». Радиовещание использовалось как средство агитации и пропаганды: радио призывало к мобилизации народных сил, рассказывало об успехах народного хозяйства, давало исторические и литературные передачи; продолжительность вещания составляла 1—1,5 часа в сутки. Проходили различные выставки картин на патриотическую тематику; среди отдельных картин и рисунков стоит отметить «Тревога», «На посту», «Подвиг тринадцати», «Советские автоматчики идут в атаку» А. А. Чурина, «В тылу врага» и «Партизаны в засаде» А. К. Шиндыкова, «Вручение партийного билета на фронте» Н. И. Кирсанова, «Дружинница» Б. И. Ефимова, «Подарок фронту» Ю. М. Дружинина, «По следам оккупантов» М. М. Антоняна и некоторые другие.:177—180, 212—214, 243—244, 259—265:39:220—222
В годы войны улучшились взаимоотношения государства и Русской православной церкви. Была прекращена антирелигиозная пропаганда, беспрепятственно проходили богослужения, возобновлялись службы в закрытых ранее храмах, церковнослужители начали освобождаться из заключения. Ярославская и Ростовская епархия, не имевшая правящего архиерея с 1937 года, когда был расстрелян митрополит Павел (Борисовский), в 1942 году обрела нового главу — архиепископа Иоанна (Соколова), в 1944 году его сменил архиепископ Алексий (Сергеев). В 1941—1945 годах в Ярославской области (без Костромской) было открыто 66 церквей, из них в 1942 году — 45. Выросла посещаемость храмов. Церковь проводила патриотические молебны и проповеди, поднимавшие силы верующих, помогала собирать деньги в Фонд обороны. В конце войны в области работало 152 православные церкви, из них 3 — старообрядческие.:226—228
В области проводились массовые физкультурные мероприятия, работали секции по 16 видам спорта; в 1944 году физкультурой в спортивных обществах занимались 18,9 тысячи человек. В 1943 году были открыты спортивные школы в Ярославле и Рыбинске на 200—250 человек.:266, 293—296
В начале войны прекратились все работы по благоустройству населённых пунктов, проводились лишь санитарные очистки городов и рабочих посёлков. В 1943—1944 годах в Ярославле и Рыбинске было заасфальтировано 107,5 тысячи м2 улиц и тротуаров, отремонтировано и замощено 135,4 м2 проезжей части, 204 моста. В 1944 году началось благоустройство многих городов. В 1944—1945 годах в Ярославле появились теплофикационная сеть длиной в 38,3 км и механизированная прачечная; в Данилове был проложен водопровод. В 1944 году появись первые 5 светофоров (производства завода «Красный маяк», самый первый был установлен на Красной площади в Ярославле). В 1944 году было заасфальтировано 81,2 тысячи м2 дорог и тротуаров, отремонтировано 337 мостов; посажено 80 тысяч деревьев и кустов. В 1945 году было заасфальтировано 26 тысяч м2 дорог, замощено 58,1 тысячи м2, отремонтировано 345 мостов; посажено 40 тысяч деревьев и 32,1 тысячи кустов; окрашено 48 тысяч м2 фасадов.:36-37 В том числе в Ярославле во второй половине 1944 года методом народной стройки была создана Которосльная и реконструирована Волжская набережные, весной 1945 года была благоустроена Революционная улица; также началось асфальтирование улиц Большой Московской и Емельяна Ярославского; началось строительство Детской железной дороги; в 1944 году был открыт городской Бутусовский парк.:224—225

## Известные люди
На фронтах тысячи жителей области были награждены орденами и медалями. Более 230 человек, до, во время или после войны связанных с территорией современной Ярославской области, за подвиги во Второй мировой войне и предшествующих военных конфликтах были удостоены звания Героя Советского Союза, а 1 — Героя Российской Федерации; более 70 из них погибли, из которых 7 зачислены навечно в списки части.:94 Более 40 человек стали полными кавалерами ордена Славы; из них 4 погибли.
Сотни работников тыла за героический труд и бесперебойное снабжение фронта были награждены орденами и медалями, в том числе высшей наградой — орденом Ленина, один житель области был удостоен звания Героя Социалистического Труда.:100
Среди связанных с Ярославской областью военачальников — Маршал Советского Союза Ф. И. Толбухин, генерал армии П. И. Батов, генерал-полковники Н. И. Труфанов, М. Н. Шарохин, генерал-лейтенанты В. Г. Жолудев, Г. П. Коротков, П. Ф. Малышев, И. Ф. Николаев, Н. Н. Олешев, Ф. М. Харитонов, генерал-майоры А. И. Белов, В. А. Борисов, С. Е. Данилов, К. В. Комиссаров, И. А. Корнилов, Д. П. Монахов, контр-адмирал И. А. Колышкин и другие.:73-75:7
С Ярославской областью были связаны такие известные конструкторы, как создатель танка Т-34 М. И. Кошкин, главный конструктор миномётного вооружения Б. И. Шавырин, разработчик снарядов для «Катюш» М. К. Тихонравов.
С областью были тесно связаны поэты — авторы текстов знаменитых песен времён войны А. А. Сурков, М. С. Лисянский, Л. И. Ошанин.

## После войны
Победа! Победа! Победа! Это слово передавалось из уст в уста. Раскрывались окна домов, незнакомые люди приветствовали, поздравляли друг друга как близкие, как родные. … Улицы заполнились толпами ярославцев. Казалось не осталось в домах никого, кто бы не знал о волнующем сообщении.
9 мая 1945 года закончилась Великая Отечественная война, а 2 сентября и Вторая мировая война. 17 июля 1945 года в Ярославль прибыл первый эшелон с демобилизованными воинами…
Ущерб, нанесённый войной Ярославской области, был огромен. Погибла значительная часть населения трудоспособного возраста, вернувшимся с фронта требовалась социальная адаптация и трудоустройство, существенно упала рождаемость (общая численность школьников в области была восстановлена на довоенном уровне лишь во второй половине 1960-х годов; например, в 1953 году количество первоклассников было меньше, чем в 1949 году, в 2 раза); население, находившееся в Ярославской области в эвакуации, частично вернулось обратно. Были отменены многие ограничения военных лет, восстановлен восьмичасовой рабочий день, выходные и отпуска, отменены обязательные сверхурочные работы. Всё это привело к дефициту рабочей силы — по сравнению с 1940 годом численность работающих в промышленности сократилась на четверть. Часть заводов не была восстановлена после бомбардировок, оборудование было до предела изношено, необходимо было возвращаться к выпуску гражданской продукции. Объём промышленного производства в 1945 году составлял лишь 72 % довоенного, сельскохозяйственного производства — лишь 60 %.
Восстановление народного хозяйства шло в годы четвёртой пятилетки (1946—1950). Нехватка людей в основном решалась за счёт демобилизации армии. Активно применялся труд немецких военнопленных. В Ярославской области реконструировалось и возводилось 15 объектов. Предприятия возвращались к выпуску характерной для них продукции. Предприятия области выполнили планы пятилетки уже к концу 1948 года, а к концу её превзошли уровень 1940 года на 46 %.
Источником возрождения промышленности вновь стало сельское хозяйство. При этом в обезлюдевшей деревне в связи с процессами урбанизации восстановление количества трудоспособного населения, в том числе хороших специалистов, затянулось. Сельское хозяйство в годы войны лишилось лучшего конского поголовья, гусеничного тракторного и автомобильного парка, резко упал уровень механизации; восполнение же всего этого шло медленно. Обмен между городом и деревней был настолько неравноценным, что уровень дохода селян был в 4 раза ниже, чем у горожан, — колхозники работали почти даром. Увеличивался разрыв между городом и деревней в культурно-бытовом плане. «Помощь» государства колхозам сводилась практически только к административным мерам. Силами самой деревни началась её электрификация путём строительства небольших местных электростанций. План пятилетки сельскому хозяйству области выполнить не удалось; в начале 1950-х годов многие показатели были ниже уровня 1913 года.
Благодаря самоотверженному труду людей уровень жизни населения за пятилетку повысился. В конце 1947 года была отменена карточная система снабжения населения продовольствием, возродилась свободная торговля, цены неоднократно снижались государством. Но по-прежнему оставались бытовые трудности: нехватка товаров широкого спроса, одежды, обуви, мебели; остро стояла жилищная проблема. Но у людей была надежда, что эти трудности временны и скоро наступят лучшие времена…

## Память
В каждом крупном населённом пункте Ярославской области установлен памятник Великой Отечественной войне.:167 Уже в начале 1990-х годов в области было 5 мемориалов, 140 памятников боевой славы и бюстов, 208 обелисков, 68 мемориальных и памятных досок.:передний форзац Наиболее значимые из них:167—169:
- Монумент боевой и трудовой славы ярославцев в годы Великой Отечественной войны (Вечный огонь) — на площади Челюскинцев в Ярославле, 1968 год;
- Памятник героям-переславцам, погибшим в годы Великой Отечественной войны — на берегу реки Трубеж в Переславле-Залесском, 1960 год;
- Памятник воинам-тутаевцам, погибшим в годы Великой Отечественной войны — в Тутаеве, 1965 год;
- Памятник маршалу Советского Союза Ф. И. Толбухину — на Юбилейной площади в Ярославле, 1972 год;
- Бюст генерала армии дважды Героя Советского Союза П. И. Батова — на Волжской набережной в Рыбинске, 1953 год;
- Памятник генерал-лейтенанту Ф. М. Харитонову — в парке ДК моторостроителей в Рыбинске, 1949 год;
- Обелиск в честь 30-летия Победы — в сквере по улице Чайковского в Ярославле, 1975 год;
- Мемориал «Переславцам — защитникам Отечества» — у храма Георгия Победоносца в Переславле-Залесском, 2005 год;
- Мемориал Победы, посвящённый мышкинцам — участникам Великой Отечественной войны — на площади 60-летия Победы в Мышкине, 2005 год.

О победе в войне и её героях напоминают названия улиц и других объектов Ярославской области.
В 1994—1997 годах (дополнена в 2005 году) была издана «Книга памяти» с поимённым списком погибших и пропавших без вести в годы Великой Отечественной войны, призванных или родившихся в Ярославской области. На её страницах увековечены имена около 184 тысяч человек, что составляет около 90 % от общего числа; из них 78 тысяч были убиты, 19 тысяч умерли, 87 тысяч пропали без вести.:VII: 413; VIII: 3
В 1995 году комплекс воинских захоронений периода Великой Отечественной войны на Леонтьевском кладбище Ярославля, где захоронено большинство умерших в госпиталях города, получил статус Воинского мемориального кладбища. Из-за ненадлежащего учёта и ухода в послевоенные годы многие воинские захоронения области были обезличены, частично утеряны; так, на Воинском мемориальном кладбище известны имена лишь 3,7 тысячи человек из около 10 тысяч похороненных, причём до проведения специального исследования имён было чуть более 500.
В Ярославле работает Музей боевой славы ярославцев, основанный как музей 234-й стрелковой дивизии. Музеи боевой славы имеются в 75 школах области.
Военному периоду истории области посвящено немало литературы. В 1948 году была издана книга «Ярославцы на фронтах Отечественной войны». Многие годы основным обзорным трудом являлась книга Ивана Сидорова «Трудящиеся Ярославской области в годы Великой Отечественной войны» 1958 года. В 1980 году вышла его же книга «Поколение огненных лет» о подвигах молодёжи Ярославской области на фронте и в тылу. В 1960 году был издан сборник архивных материалов «Ярославцы в годы Великой Отечественной войны», в 2005 году вышел сборник газетных статей «Летопись Великой Отечественной войны 1941—1945 гг.: по материалам ярославской областной газеты „Северный рабочий“», вышло несколько сборников писем тех лет («Письма павших», 1981; «В тылу и на фронте ковалась Победа», 2005) и воспоминаний («Солдаты Великой Отечественной», 1987). В 2010 году вышло научно-популярное справочное издание «Ярославская область в годы Великой Отечественной войны» — попытка создания энциклопедии по теме. Выходят монографии и журналистские и научные статьи в периодических изданиях и сборниках («Прифронтовая полоса», 2005; два выпуска «4 года из 1000», 2010—2011; и др.), освещающие отдельные аспекты темы.
В День Победы 9 мая в области традиционно проходят возложения цветов на воинские захоронения и мемориальные комплексы, встречи ветеранов, митинги, спортивные и культурные мероприятия, выступления музыкальных коллективов. В Ярославле на Советской площади осуществляется торжественное шествие частей и военной техники Ярославского гарнизона. Памятные мероприятия также осуществляются в День памяти и скорби 22 июня и в ряд других связанных с войной дат.

### Общее

#### Освещающая тему в целом
- Ярославцы на фронтах Отечественной войны. — Ярославль: ОГИЗ, 1948. — 104 с. — (30 лет Советской армии).
- Сидоров И. И. Большевики Ярославской области в годы Великой Отечественной войны (1941—1945 гг.). — Диссертация кандидата исторических наук. — Ярославль, 1948.
- Сидоров И. И. Трудящиеся Ярославской области в годы Великой Отечественной войны / под ред. Л. Б. Генкина. — Ярославль: Ярославское книжное издательство, 1958. — 232 с. — 3000 экз.
- Сидоров И. И. Поколение огненных лет. — Ярославль: Верхне-Волжское книжное издательство, 1980. — 181 с. [О подвигах молодёжи Ярославской области на фронте и в тылу.]
- Книга памяти: в 7 томах и дополнительный том: Поимённый список погибших и пропавших без вести при защите Родины в годы Великой Отечественной войны, призванных или родившихся в Ярославской области / сост. В. А. Смирнов, Н. К. Кашлаков и др. — Ярославль: Рабочая группа редколлегии, 1994—1995, 1997, 2005. — 4168 с. — 1000 экз. [Во введении к I тому — история Ярославской области в Великой Отечественной войне.]

1. Книга памяти: Т. 1. Поимённый список убитых, умерших и пропавших без вести в годы Великой Отечественной войны, призванных или родившихся в г. Ярославле / сост. В. А. Смирнов, Н. К. Кашлаков и др. — Ярославль: Рабочая группа редколлегии, 1994. — 664 с. — 1000 экз. — ISBN 5-86008-008-5.
2. Книга памяти: Т. 2. Поимённый список погибших и пропавших без вести при защите Родины в годы Великой Отечественной войны, призванных или родившихся в Большесельском, Борисоглебском, Брейтовском, Гаврилов-Ямском и Даниловском районах / сост. В. А. Смирнов, Н. К. Кашлаков и др. — Ярославль: Рабочая группа редколлегии, 1994. — 592 с. — 1000 экз. — ISBN 5-7415-0439-6.
3. Книга памяти: Т. 3. Поимённый список убитых, умерших и пропавших без вести в годы Великой Отечественной войны, призванных или родившихся в Любимском, Мышкинском, Некоузском, Некрасовском и Первомайском районах / сост. В. А. Смирнов, И. Н. Иванова, Н. К. Кашлаков и др. — Ярославль: Верхне-Волжское книжное издательство, 1994. — 576 с. — 1000 экз. — ISBN 5-7415-0439-6.
4. Книга памяти: Т. 4. Поимённый список погибших и пропавших без вести при защите Родины в годы Великой Отечественной войны, призванных или родившихся в Переславском, Пошехонском и Ростовском районах / сост. В. А. Смирнов, Н. К. Кашлаков и др. — Ярославль: Рабочая группа редколлегии, 1995. — 800 с. — 1000 экз. — ISBN 5-86008-005-0.
5. Книга памяти: Т. 5. Поимённый список погибших и пропавших без вести при защите Родины в годы Великой Отечественной войны, призванных или родившихся в Рыбинском районе и г. Рыбинске / сост. А. А. Силкин, В. А. Смирнов и др. — Ярославль: Рабочая группа редколлегии, 1994. — 480 с. — 1000 экз. — ISBN 5-85008-006-9.
6. Книга памяти: Т. 6. Поимённый список погибших и пропавших без вести при защите Родины в годы Великой Отечественной войны, призванных или родившихся в Тутаевском, Угличском и Ярославском районах / сост. В. А. Смирнов, Н. К. Кашлаков и др. — Ярославль: Рабочая группа редколлегии, 1995. — 608 с. — 1000 экз. — ISBN 5-86008-007-7.
7. Книга памяти: Т. 7. Поимённый список погибших и пропавших без вести при защите Родины в годы Великой Отечественной войны, призванных или родившихся в Ярославской области и не включённых по различным причинам в основной список Книги памяти (I—VI тома). Уточнения и изменения в основной список / сост. Ю. В. Оловянов, Н. К. Кашлаков, А. А. Силкин. — Ярославль: Рабочая издательская группа редколлегии, 1997. — 416 с. — 1500 экз. — ISBN 5-86008-011-5.
8. Книга памяти: Дополнительный (к 1-7 томам «Книги памяти») поимённый список ярославцев, не вернувшихся с Великой Отечественной войны / сост.: Ю. В. Оловянов, Н. К. Кашлаков, Б. П. Сакин. — Ярославль: Верхняя Волга, 2005. — 32 с.

- Ярославская область в годы Великой Отечественной войны. Научно-популярное справочное издание / Управление по делам архивов Правительства Ярославской области, Государственный архив Ярославской области; сост. Г. Казаринова, О. Кузнецова. — Ярославль: Индиго, 2010. — 400 с. — 1000 экз. — ISBN 978-5-91722-028-4. [Энциклопедия по теме.]

#### Сборники статей
- Солдаты Великой Отечественной: воспоминания и очерки / Ярославский государственный университет; [редкол.: В. С. Флёров (отв. ред.) и др.]. — Ярославль: Верхне-Волжское книжное издательство, 1987. — 109 с. [Воспоминания и очерки преподавателей и сотрудников Ярославского университета.]
- «Война — жесточе нету слова…»: тезисы докладов историко-краеведческой конференции (25 апреля 1995 года) / Рыбинский историко-архитектурный и художественный музей-заповедник. — Рыбинск, 1995. — 41 с.
- Прифронтовая полоса: Ярославская область в годы Великой Отечественной войны 1941-1945 гг. Сборник статей, документов и материалов. — Ярославль: Нюанс, 2005. — 176 с. — 150 экз. — ISBN 5-88610-062-X. [Статьи о деятельности Ярославского горисполкома, о Рыбинске и Угличском районе в начале войны, об Ярославском отряде МПВО, о приёме эвакуированного населения, о деятельности промышленных и коммунальных предприятий, Государственного архива Ярославской области, школ, о встрече Победы, воспоминания.]
- Славные имена, 1941—1945: материалы научной конференции / Ярославское городское общественное движение «Ярославль-2000»; Центр хранения документации новейшей истории — филиал Государственного архива Ярославской области [и др.]; под ред. Ю. Ю. Иерусалимского. — Ярославль, 2005. — 308 с.
- 4 года из 1000: 65-летию Победы посвящается: [ярославцы в Великой Отечественной войне: альманах]. Выпуск 1 / авт. вступ. ст. Ю. Ю. Иерусалимский; авт. колл.: А. Е. Власов; А. В. Кононец, Е. О. Мухтаров, С. В. Рябинин, Д. Е. Озерова. — Ярославль: Ярновости, Рыбинск: Рыбинский дом печати, 2010. — 272 с. — 3000 экз. — ISBN 978-5-88697-190-3. [Статьи о связи с областью маршала К. А. Мерецкова, о земляках Герое Социалистического Труда конструкторе М. И. и Герое Советского Союза автоматчике А. И. Кошкиных, о военных песнях на стихи ярославских поэтов, о 54-м отдельном дивизионе бронепоездов, об участии области в появлении и производстве «Катюш», о заводе «Красный маяк», Рыбинском и Ярославском судостроительных заводах, о бомбардировках, медицине, музеях, милиции, воспоминания.]
- 4 года из 1000: 65-летию Победы посвящается: [ярославцы в Великой Отечественной войне: альманах]. Выпуск 2 / авторы вступ. ст.: В. С. Дябин, Р. Н. Дябина; авт. колл.: А. Е. Коняев, Ю. А. Муратова, Е. О. Мухтаров, Д. Е. Озерова, А. В. Туманов, М. И. Шакурова. — Ярославль: Ярновости, Рыбинск: Рыбинский дом печати, 2011. — 238 с. — 3000 экз. — ISBN 978-5-88697-213-9. [Статьи о генерале армии П. И. Батове, об Ярославском шинном заводе, Ярославской махорочной фабрике, фабрике «Красный Перекоп», о подводной лодке «Ярославский комсомолец», о проживании в Ярославской области эвакуированных деятелей культуры РСФСР и Эстонии, о нотариате, воспоминания.]

#### Сборники документов
- Ярославцы в годы Великой Отечественной войны: сборник документов / Партийный архив Ярославского обкома КПСС, Государственный архив Ярославской области; [сост.: Н. С. Алексеева [и др.]; редкол.: И. И. Сидоров (отв. ред.) [и др.]. — Ярославль: Ярославское книжное издательство, 1960. — 447 с. — 2000 экз.
- Письма павших / авт. очерков В. А. Мясников, сост. Т. В. Мясникова. — Ярославль: Верхне-Волжское книжное издательство, 1981. — 319 с. [Сборник писем ярославцев, погибших на фронтах Великой Отечественной войны.]
- Летопись Великой Отечественной войны 1941—1945 гг.: по материалам ярославской областной газеты «Северный рабочий» / Управление по делам архивов Администрации Ярославской области, Государственный архив Ярославской области, Редакция ярославской областной газеты «Северный край»; авт.-сост. О. В. Кузнецова; редкол.: Е. Л. Гузанов [и др.].. — Ярославль, Рыбинск: Рыбинский дом печати, 2005. — 336 с. — 200 экз. — ISBN 5-88697-128-9.
- В тылу и на фронте ковалась Победа, 1941—1945: сборник писем. — Ярославль: [б. и.], 2005. — 123 с.
- Подвиг ярославцев в годы Великой Отечественной войны [изоматериал] / Мэрия г. Ярославля; авт. текста В. И. Гладких, дизайнер Н. В. Дроздов. — Ярославль: Фонд культуры, 2005. — [20] с.
  - Подвиг ярославцев в годы Великой Отечественной войны [альбом] / [Правительство Ярославской области]; авт. альбома В. И. Гладких. — Ярославль, 2010. — 31 с.

#### Разделы в книгах по истории области
- Биография края моего. — Ярославль: Верхне-Волжское книжное издательство, 1967.
- Ярославская область за 50 лет. 1936—1986. Очерки, документы, материалы. — Ярославль, 1986.
- Рязанцев Н. П., Салова Ю. Г. История Ярославского края (1930—2005 гг.): учебное пособие для учащихся средних общеобразовательных учебных заведений. — Ярославль, Рыбинск: Б/и, Рыбинский дом печати, 2005. — 277 с. — ISBN 5-88697-134-3.

### Частное
- Савинов Е. Зоины товарищи. — Ярославль: Ярославское книжное издательство, 1958. — 104 с. [Об однополчанах знаменитой партизанки Зои Козьмодемьянской, некоторые из которых были ярославцами.]
- Ярославцы на берегах Невы. Воспоминания о ярославцах, оборонявших Ленинград (1941—1944 гг.). — Ярославль: Верхне-Волжское книжное издательство, 1960. — 70 с.
- От Волги до Эльбы: Воспоминания ветеранов Ярославской коммунистической дивизии / сост.: В. И. Малков, Н. И. Павлов; ред.-консультант И. И. Никитин; лит. ред. Е. Ф. Савинова. — Ярославль: Ярославское книжное издательство, 1963. — 360 с.
- Через семь границ. Страницы истории 243 стрелковой Краснознамённой дивизии в воспоминаниях ветеранов: [сборник]. — Ярославль: Верхне-Волжское книжное издательство, 1972. — 207 с.
- Радовская Н., Беляков Ю. Плещут холодные волны. — Ярославль: Верхне-Волжское книжное издательство, 1986. — 240 с. [Об истории и экипаже подводной лодки «Ярославский комсомолец».]
- Купчинов В. И. До последнего патрона. — Ярославль: Верхне-Волжское книжное издательство, 1990. — 280 с. [О защитниках Брестской крепости — уроженцах и жителях Верхневолжья.]
- Обухов А. Ф. Дновский крест: Боевой путь 288 Дновской стрелковой дивизии. — Днепропетровск: Пороги, 1992. — 230 с.
- Море зовёт смелых / сост. Т. Н. Спирина. — Ярославль: Верхняя Волга, 2002. — 88 с. [О Соловецкой школе юнг (1942—1945) и юнгах-ярославцах.]
- Защитники ярославского неба. Очерк истории войсковой части / ред. И. В. Пухтий, Л. В. Яковлев. — Ярославль: Лия, 2004. — 110 с. — 1000 экз. — ISBN 5-86895-067-4. [Книга на основе рукописи воспоминаний подполковника Д. Д. Ченакала и воспоминаний ветеранов расположенного в Ярославле 201-го зенитного артиллерийского полка ПВО.]
- Аверичева С. П. Дневник разведчицы / лит. ред. и предисл. М. Лисянского, послесл. М. Ваняшовой. 3-е изд., перераб. и доп.. — Ярославль: Индиго, 2010. — 376 с. [Воспоминания актрисы Ярославского театра имени Ф. Волкова, бывшей разведчицы 234-й стрелковой дивизии. Первое издание вышло в 1966 году; данное издание дополнено фотографиями и статьёй о жизни и творчестве Аверичевой.]

- Румянцев Б. П. Клуб отважных. — Ярославль: Ярославское книжное издательство, 1958. — 80 с. [Об Ярославском аэроклубе.]
- Анисков В. Т. С полей колхозных на поля сражений. Партийно-организаторская деятельность в ярославской и костромской деревне в годы Великой Отечественной войны. — Ярославль, 1975. — 208 с.
- Усачёв В. Ф. Деятельность партийных организаций по подготовке боевых резервов Вооружённых Сил СССР в годы Великой Отечественной войны (на материалах Владимирской, Ивановской, Костромской и Ярославской областей). — Диссертация на учёную степень кандидата исторических наук. — М., 1985. — 218 с.
- Лушников А. М. Подготовка офицерских кадров в годы Великой Отечественной войны (на материалах военно-учебных заведений Верхнего Поволжья). — Автореферат диссертации на соискание учёной степени кандидата исторических наук. — Ярославль, 1990. — 17 с.
- Осьмачко С. Г. Военно-патриотическое воспитание допризывной и призывной молодёжи в годы Великой Отечественной войны (на материалах областей Верхнего Поволжья). — Автореферат диссертации на соискание учёной степени кандидата исторических наук. — Ярославль, 1990. — 26 с.
- Осьмачко С. Г. Военные комиссариаты в годы Великой Отечественной войны (1941—1945 годов): на материалах областей Верхнего Поволжья. — [Ярославль: Издательство ЯГТУ], 2000. — 243 с.
- Путь к победе: Северная магистраль в годы Великой Отечественной войны: [сборник] / редкол.: В. М. Предыбайлов (предисловие) и др.; литературная обработка Т. Л. Козловой. — Ярославль: Верхняя Волга, 2000. — 260 с. — ISBN 5-7415-0575-9.
- Колодин Н. Н. Огненная связь. — Ярославль: Лия, 2005. — 295 с. [О ярославских связистах в годы Великой Отечественной войны.]
- Малхасян Н. В. Государственное руководство системой народного образования в годы Великой Отечественной войны 1941—1945 гг. (на материалах Ярославской и Костромской областей). — Автореферат диссертации на соискание учёной степени кандидата исторических наук. — Ярославль, 2011. — 23 с. (недоступная ссылка)

Органы государственной безопасности и внутренних дел
- Стяжкин С. В. Испытание огнём // Верой и правдой: ФСБ. Страницы истории [Ярославль] / Ред. совет: А. А. Котельников (пред.), А. И. Алексашкин, Е. Л. Гузанов, С. В. Кудрявцев, А. М. Пушкарный, М. Л. Размолодин, С. В. Стяжкин, А. Р. Хаиров, В. К. Храпченков, А. Н. Чукарев; УФСБ по Ярослав. обл. — Ярославль: Нюанс, 2001. — 528 с. — 2000 экз. — ISBN 5886100555.
- Стяжкин С. В. Тайная война на Волге (1941—1945 гг.). — Ярославль: Ярославский государственный педагогический университет имени К. Д. Ушинского, 2002. — 238 с. — 250 экз. [Деятельность в годы войны органов государственной безопасности и внутренних дел Ярославской области.]
  - Стяжкин С. В. Тайная война на Волге (1941—1945 гг.) / Науч. ред. М. В. Новиков; Волгоградский государственный педагогический университет. — Волгоград, 2005. — 248 с. — 250 экз. — ISBN 5-87555-114-3.
- Власов А. Е. В годы войны: из истории ярославской милиции / предисловие В. В. Петрухова. — Ярославль: Аверс-Пресс, 2005. — 74 с.
- Туманов Д. В. Уголовная преступность и борьба с ней в годы Великой Отечественной войны 1941—1945 годов (по материалам Ярославской области). — Автореферат диссертации на соискание учёной степени кандидата исторических наук. — Ярославль, 2010. — 23 с. — 100 экз.

Медицина
- Шелия Ж. А. Госпитали в годы Великой Отечественной войны: по материалам Ярославской и Костромской областей. — Диссертация на учёную степень кандидата исторических наук. — Ярославль, 2001. — 308 с.
- Ерегина Н. Т. Ярославская государственная медицинская академия. Хроника первого десятилетия (1944—1954) / под общей ред. Ю. В. Новикова. — Ярославль, 2002. — 112 с.
- Ерегина Н. Т., Шелия Ж. А. Здравоохранение Ярославской области в годы Великой Отечественной войны (1941—1945). — Ярославль: Ремдер, 2003. — 118 с. — (История здравоохранения Ярославской области; книга 4).
- Рыбинские эвакогоспитали в документах истории Великой Отечественной войны (1941—1945 годов) / сост. Г. А. Артамонова, Р. А. Давыдова, Т. В. Руденко, Ю. И. Чубукова; научная редакция Ю. И. Чубукова. — Рыбинск: Рыбинский дом печати, 2003. — 128 с. — ISBN 5-88697-082-7.

- Голубев Е. П. Боевые звёзды. — Ярославль: Верхне-Волжское книжное издательство, 1972. — 592 с.
- Радовская Н., Беляков Ю. Славы солдатской созвездие. — Ярославль: Верхне-Волжское книжное издательство, 1978. — 224 с. — 20 000 экз. [Очерки о ярославцах, полных кавалерах ордена Славы.]
- Герои огненных лет: Очерки о Героях Советского Союза — ярославцах / сост. И. И. Сидоров. — Ярославль: Верхне-Волжское книжное издательство, 1968. — 595 с.
  - Герои огненных лет: Очерки о Героях Советского Союза — ярославцах. 2-е изд / сост. И. И. Сидоров. — Ярославль: Верхне-Волжское книжное издательство, 1974. — 512 с.
  - Герои огненных лет: Очерки о Героях Советского Союза — ярославцах. 3-е изд / сост. И. И. Сидоров, Б. П. Румянцев. — Ярославль: Верхне-Волжское книжное издательство, 1985. — 456 с. — 50 000 экз.
- Войны минувшей ветераны: [сборник] / составители В. Д. Кутузов, Т. Н. Спирина. — Ярославль: Верхняя Волга, 2001. — 239 с.
- Попов В. Г, Хаиров А. Р. Ярославцы — кавалеры ордена Александра Невского. — Рыбинск: Рыбинское подворье, 2003. — 352 с.
- «Судьбою им было суждено…» Очерки о ветеранах Великой Отечественной войны / Централизованная система детских библиотек г. Ярославля; авт.-сост. Е. В. Сазанова. — Ярославль, 2005. — 104 с. [Очерки о ветеранах Великой Отечественной войны живущих или до недавнего времени живших в Дзержинском районе Ярославля.]
- Ерегина Н. Т., Шелия Ж. А. Память о войне: исторические очерки о преподавателях и сотрудниках Ярославского государственного медицинского института-академии — участниках Великой Отечественной войны / под ред. Ю. В. Новикова. — Ярославль, 2005. — 252 с.
- Попов В. Г. Золотые звёзды на улицах Ярославля. — Ярославль: Ещё не поздно!, 2005. — 218 с. [О Героях Советского Союза и Героях Социалистического труда, в честь которых названы улицы и проезды в городе Ярославле]
- Беляков Ю. П., Попов В. Г. Герои земли Ярославской [О ярославцах Героях Советского Союза; 6-томное издание в процессе создания.]
  - Герои земли Ярославской: К 60-летию Великой Победы. Т. 1. 1936—1942. — Ярославль: Верхняя Волга, 2005. — 180 с. — 1600 экз. — ISBN 5-98752-003-7.
  - Герои земли Ярославской. Т. 2. 1943. — Ярославль: Верхняя Волга, 2007. — 400 с. — 1000 экз. — ISBN 978-5-98752-021-5.
  - Герои земли Ярославской: К юбилею Великой Победы. Т. 3. 1943—1944. — Ярославль: Индиго, 2010. — 365 с. — ISBN 978-5-98752-021-5.
  - Герои земли Ярославской: К юбилею Великой Победы. Т. 4. 1944. — Ярославль: Индиго, 2010. — 444 с. — ISBN 978-5-91722-040-6.

Брейтово
- Брейтовцы на фронтах Великой Отечественной войны: [сборник] / руководитель редакционной группы и автор вступительной статьи Н. Мурашов. — Рыбинск: Рыбинское подворье, 2001. — 221 с.

Гаврилов-Ям
- Гаврилов-ямцы в годы Великой Отечественной войны: сборник воспоминаний ветеранов войны и труда / [составитель С. И. Киселёв]. — Гаврилов-Ям, 2000. — 280 с.
- На защите Отечества. Гаврилов-ямцы в годы Великой Отечественной войны: сборник воспоминаний участников Великой Отечественной войны / составитель С. И. Киселёв. — Гаврилов-Ям, 2005. — 181 с.

Любим
- Любимцы в годы Великой Отечественной войны / [составитель Г. А. Амангельдиева]. — Ярославль: Верхняя Волга, 2005. — 351 с. — ISBN 5-98752-011-3.

Мышкин
- У сердца на счету: страницы памяти по публикациям разных лет и др. материалам о мышкинцах, участниках Великой Отечественной войны 1941—1945 годов / [редкол. А. Г. Курицин и др.]. — Рыбинск: Манго, 2010. — 263 с. — 300 экз.

Ростов
- «Была война…»: сборник документов и воспоминаний о Ростове в период Великой Отечественной войны 1941—1945 годов / Государственный музей-заповедник «Ростовский кремль»; [сост. А. Е. Веденеева и др.]. — Ростов, 2001. — 366 с.

Переславль-Залесский и Переславский район
- Переславский край: сборник статей. — Вып. 8. Переславцы в Великой Отечественной войне: воспоминания. — Переславль-Залесский, 1995. — 91 с.
- Памфилов В. И. Переславский край в годы Великой Отечественной войны, 1941—1945. — Переславль-Залесский, 2000. — 34 с.

Рыбинск
- Рыбинские эвакогоспитали в документах истории Великой Отечественной войны (1941—1945 годов) / сост. Г. А. Артамонова, Р. А. Давыдова, Т. В. Руденко, Ю. И. Чубукова; научная редакция Ю. И. Чубукова. — Рыбинск: Рыбинский дом печати, 2003. — 128 с. — ISBN 5-88697-082-7.
- Рыбинск и рыбинцы в годы Великой Отечественной войны (1941—1945 гг.). Документальный сборник. — Рыбинск — Михайлов посад. — Рыбинск, 2005. — 416 с. — 2000 экз. — ISBN 5-901470-17-5.

Тутаев
- Конюшев К. В. Когда на подвиг Родина звала: Тутаевцы в годы Великой Отечественной войны. — Ярославль: Верхне-Волжское книжное издательство, 1991. — 104 с.
  - Конюшев К. В. Тутаевцы в годы Великой Отечественной войны. — 2-е издание, дополненное. — Ярославль: Аверс Пресс, 2008. — 129 с.

Углич
- Чтобы помнили…: [Письма и воспоминания угличских участников Великой Отечественной войны] / Ю. Н. Ершов, О. Г Ефимова, А. А. Толкачёва, О. Б. Шелепугина; ответственный редактор В. И. Ерохин. — Рыбинск: Рыбинск — Михайлов посад, 2003. — 351 с. — ISBN 5-901470-06-9.
- Пережившие блокаду: детям Ленинграда посвящается: очерк об угличанах — жителях блокадного Ленинграда / составитель С. А. Ирхина; редактор И. А. Медведев. — Ярославль: Верхняя Волга, 2005. — 156 с. — ISBN 5-98752-002-9.
- Город и война [статьи, публикации] / Угличский государственный историко-архитектурный и художественный музей. — Углич, 2006. — 121 с. — (Исследования и материалы по истории Угличского Верхневолжья; вып. 9).

Ярославль
- Объявлена воздушная тревога: Документы об авиационных налётах и бомбардировках Ярославля в годы Великой Отечественной войны / Публикацию подготовил Р. Ф. Борисенков. — Ярославская старина. — Вып. 2. — 1995. — С. 77—84.
- Вечная память: Краткая история и списки захороненных военнослужащих периода Великой Отечественной войны 1941—1945 годов в городе Ярославле / автор-составитель В. С. Дябин. — Ярославль: Рабочая группа редколлегии областной Книги памяти, 1995. — 334 с. — ISBN 5-86008-010-7.
- Вечная память: Мемориалы, монументы, памятники, обелиски, мемориальные доски в городе Ярославле, посвящённые воинам, павшим в Великой Отечественной войне 1941—1945 годов: [фотоальбом] / [автор-составитель В. С. Дябин]. — Ярославль: СИЕТ-М, 2002. — 87 с.

- Ленинградцы на волжских берегах: сборник документов и материалов / сост. И. И. Сидоров. — Ярославль: Верхне-Волжское книжное издательство, 1972. — 120 с.
- Вечной памяти достойны. Книга-список эвакуированных ленинградцев, захороненных в Ярославской области в годы Великой Отечественной войны. В 2-х томах. — Ярославль, 1995—1996.
- Пережившие блокаду: детям Ленинграда посвящается: очерк об угличанах — жителях блокадного Ленинграда / составитель С. А. Ирхина; редактор И. А. Медведев. — Ярославль: Верхняя Волга, 2005. — 156 с. — ISBN 5-98752-002-9.

Основные труды
- Кострома — фронту. — Ярославль: Верхне-Волжское книжное издательство, 1975. [Сборник документов.]
- Ерёмин Н. А. Костромичи на защите Родины в Великой Отечественной войне 1941—1945 гг.. — Кострома, 1995.
- Книга Памяти. Российская Федерация. Костромская область: в 8 т. / сост. Е. Л. Лебедев, В. Л. Миловидов, В. А. Тупиченков. — Ярославль, 1997.
- Лебедев Е. Я. Великая победа в 1945-м, честь, слава, память. — Кострома, 2000.

- За Родину! Трудящиеся Ярославской области на строительстве оборонительных рубежей. — [б. и.]. — [Ярославль], 1942. — 102 с.
- Памятники боевой славы Ярославской области. — Ярославль, 1977. — 12 с.
- Ярославцы в годы Великой Отечественной войны 1941—1945 годов: рекомендательный указатель литературы / составитель К. В. Смирнова. — Ярославль, 1985. — 29 с.
- Хаиров А. Р. Становление и функционирование ВПК: от зарождения до окончания Второй мировой войны (по материалам промышленности Верхнего Поволжья). — Автореферат диссертации на соискание учёной степени кандидата исторических наук. — 1995. — 31 с.
- Волкова Е. Ю. Живые стены нашей крепости: героический труд и общественно-политическая активность женщин Верхнего Поволжья в годы Великой Отечественной войны. — Ярославль: ЯрГУ им. П. Г. Демидова, Кострома: Изд-во КГТУ, 2002. — 164 с.
- Зефиров М. В., Дегтев Д. М., Баженов Н. Н. Свастика над Волгой. Люфтваффе против сталинской ПВО. — АСТ, АСТ Москва, Хранитель, 2007. — 656 с. — 3000 экз. — ISBN 5-17-041913-9, ISBN 5-9713-4525-7, ISBN 5-9762-2434-2. [О налётах немецкой авиации на Поволжье и борьбе с ней советской ПВО; немало информации и по Ярославской области.]
- Вакурова О. А. Общественно-организаторская деятельность интеллигенции в годы Великой Отечественной войны. 1941—1945 гг.: на материалах областей Верхней Волги: Владимирской, Ивановской, Костромской и Ярославской. — Диссертация на учёную степень кандидата исторических наук. — СПб., 2007. — 184 с.
- Юные ярославцы в годы Великой Отечественной войны [сборник] / С. Печайтис [и др.]; под научной ред. Ю. Ю. Иерусалимского; Ярославский городской центр внешкольной работы, Школа юных журналистов им. Н. Островского. — Ярославль: [б. и.], 2007. — 35 с.

### Художественная литература
- Поэты-фронтовики: стихи / сост. Н. Г. Грачёв. — Ярославль: Верхне-Волжское книжное издательство, 1969. — 287 с. [Сборник стихов ярославских поэтов-фронтовиков.]
- Вслед за памятью: стихи поэтов – участников Великой Отечественной войны / ред. В. С. Жуков и др. — Ярославль: Верхне-Волжское книжное издательство, 1981. — 336 с. [Наряду со стихами присутствуют краткие биографии ярославских поэтов-фронтовиков.]
- Рабинович И. Б. На перекрёстках войны [документальная повесть] / лит. обработка Н. С. Калмыкова. — Ярославль: Верхне-Волжское книжное издательство, 1987. — 168 с. [Об ярославцах, прошедших путь от Старой Руссы до Берлина.]
- Рабинович И. Б. Красные знамёна над Берлином: к 60-летию Победы. — Рыбинск: Рыбинск — Михайлов посад, 2004. — 48 с. — 500 экз. — ISBN 5-901470-13-1. [Об ярославцах — воинах 171-й стрелковой дивизии, штурмовавших Берлин.]
- А впереди была Победа…: 65-летию Великой победы посвящается / Централизованная библиотечная система города Ярославля; [редкол. Ахметдинова С. Ю. и др.]. — Ярославль: ЯрИнвестПроект, 2010. — 263 с. — 1000 экз. [Сборник поэтических произведений и воспоминаний, составленный по материалам одноимённого областного конкурса, посвящённого 65-летию Победы. Включает справочный материал: основные даты Великой Отечественной войны, ярославскую хронику войны, библиографию и список улиц Ярославля, названных в честь героев войны.]
- Склоняем головы у Вечного огня: сборник стихотворений ветеранов труда ОАО «Славнефть-ЯНОС». — Ярославль: [б. и.], 2010. — 52 с.